# Histoire et urbanisation de Nancy

Les armoiries de la ville de Nancy se blasonnent ainsi :
D'argent à la tige de chardon arrachée de sinople, fleurie de pourpre, chargée de deux feuilles piquantes au naturel ; au chef coupé d'un et parti de trois : au premier fascé d'argent et de gueules de huit pièces, au deuxième d'azur semé de fleurs de lys d'or brisé en chef d'un lambel de gueules, au troisième d'argent à la croix potencée d'or cantonnée de quatre croisettes du même, au quatrième d'or à quatre pals de gueules, au cinquième d'azur semé de fleurs de lys d'or à la bordure cousue de gueules, au sixième d'azur au lion contourné d'or à la queue fourchue, armé, lampassé et couronné de gueules, au septième d'or au lion de sable armé et lampassé de gueules, au huitième d'azur semé de croisettes recroisetées au pied fiché d'or aux deux bars adossés du même brochant sur le tout, sur le tout d'or à la bande de gueules chargée de trois alérions d'argent.
Devise: Non Inultus Premor (« qui s'y frotte s'y pique »).
Cimier : couronne ducale
Support : branche de chêne et branche d'olivier.
Ornement extérieurs: Croix de chevalier de la Légion d'honneur ; croix de guerre 1914-1918 et croix de guerre 1939-1945.

Nancy, contrairement à beaucoup de villes françaises, ne s'est pas développée circulairement autour d'un hyper-centre. Ses premières traces d'urbanisation datant de la fin du VIème siècle, malgré quelques vestiges gallo-romains à proximité, elle s'est développée depuis la période médiévale par la construction de nouveaux ensembles urbanistiques successifs, les uns à côté des autres, qui au cours des siècles ont engendré l'une des villes les plus denses de France et d'Europe.

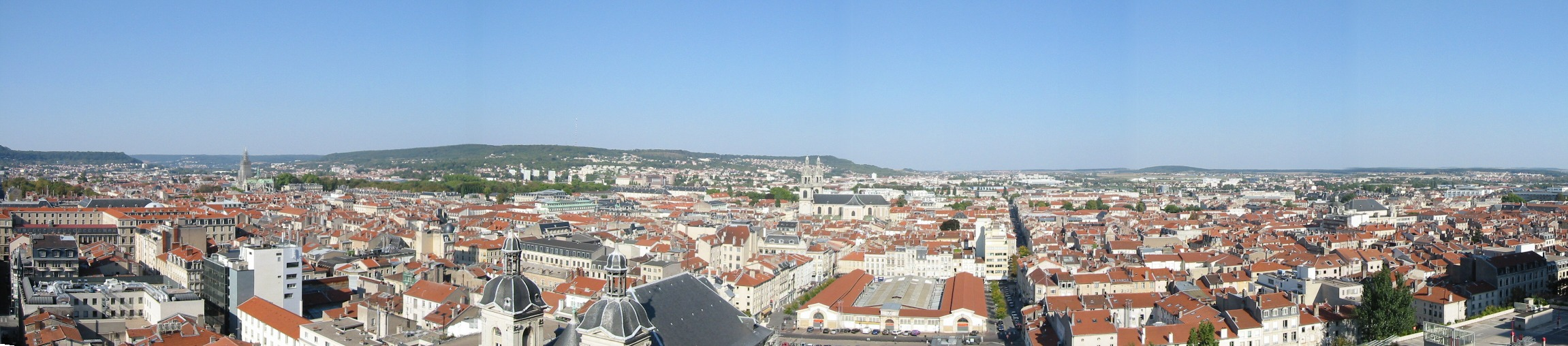
Panorama sur le centre-ville de Nancy :
Le cours Léopold • la basilique Saint-Epvre • le parc de la pépinière • la cathédrale Notre-Dame-de-l'Annonciation • la ville-neuve et l'église Saint-Nicolas
Au premier plan : clochers de l'église Saint-Sébastien et le marché couvert de Nancy.

## Les principales étapes du développement
Nancy, comme la plupart des sièges d'un pouvoir ducal, ne possède pas d'origine romaine, mais une origine médiévale. La particularité de son développement est donc directement liée à l'essor du duché de Lorraine dont elle devint la capitale. Ainsi, un château édifié peu après l'an mille, à proximité d'un village nommé Nanceiacum, donnera naissance à une cité médiévale fortifiée ; l'adjonction, fait quasi unique en Europe, d'une ville-neuve à la Renaissance ; l'urbanisation des Lumières ; l'accroissement effréné du XIXe siècle ; la prospérité de la Belle Époque ; l'urbanisme sans limites du XXe siècle en ont fait la vingt et unième agglomération de France.
En mille ans d'histoire, le château donna naissance à une ville, l'une des plus denses du monde, désormais au centre d'une importante métropole de France.

## Histoire de la ville
Le site de Nancy est une terrasse dominant la vallée de la Meurthe, ouverte au Sud et à l'Est et surtout resserrée autour de reliefs liés aux côtes de Moselle : le plateau de Haye au Nord et à l’ouest et le plateau de Malzéville en tant que butte-témoin. Cette zone géographique semble avoir été habitée depuis des temps ancestraux.

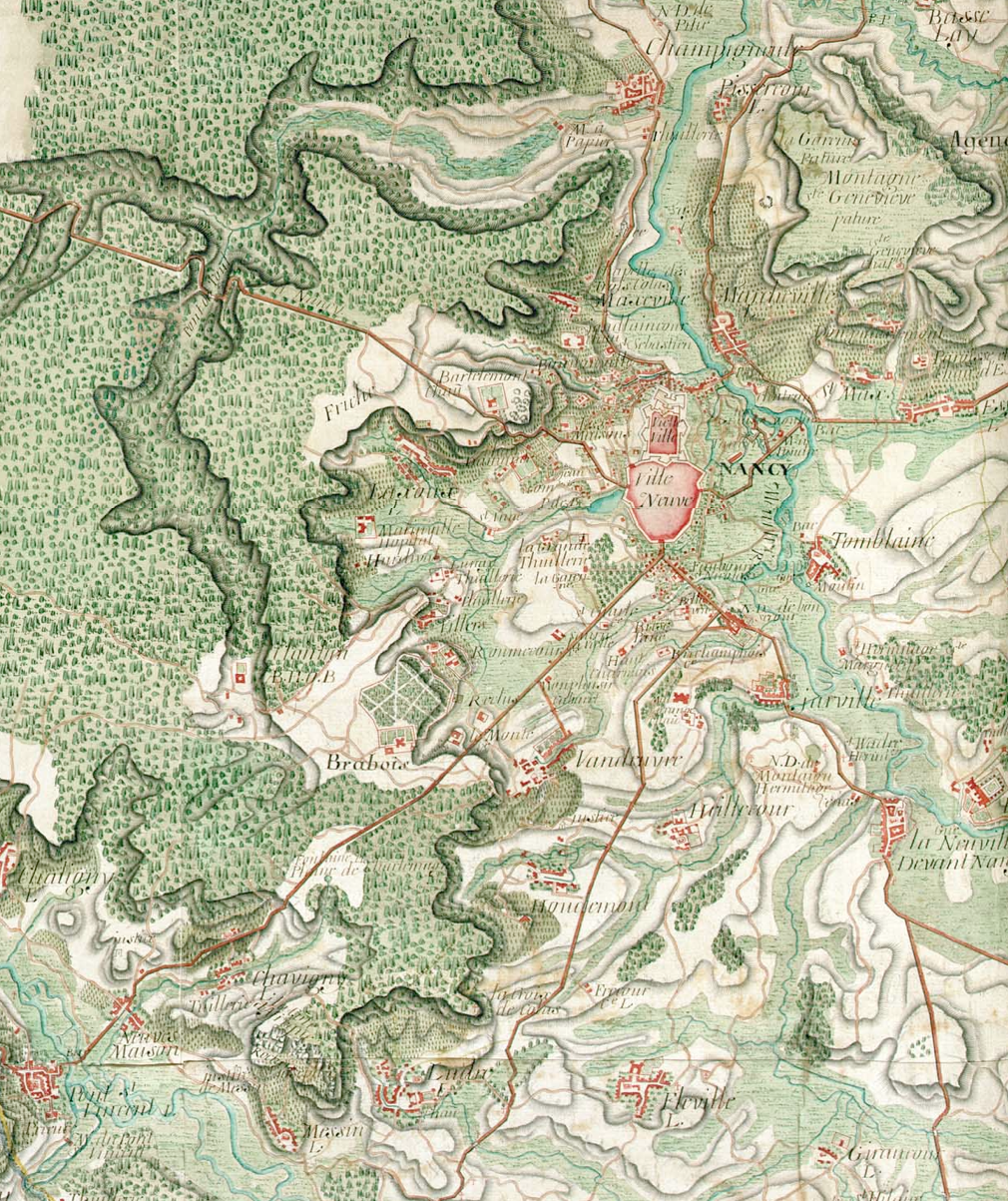
Extrait de la carte de Lorraine des Naudins - environs de Nancy (1728-1739)

### Préhistoire & Antiquité
Le territoire actuel de l'agglomération nancéienne est entouré d'une importante concentration d'habitats préhistoriques puis celtiques : les enceintes préhistoriques de la cité d'Afrique à l'Ouest et de la Fourasse au Nord, ainsi que l'éperon-barré de la butte Sainte-Genevière au Nord-Est, ces derniers étant deux d'origine néolithique.
Si la plaine ne semble pas avoir été habitée à l'antiquité, en revanche un très important parcellaire cultivé existait sur le massif de Haye certainement à proximité d'une agglomération antique qui pourrait être indépendante de Tullum Leucorum (Toul).
Plus au Sud, à Rosières-aux-Salines, une vaste nécropole gallo-romaine a été découverte à la fin des années 2000 laissant supposer cette agglomération au Sud de Nancy.
Une voie romaine longeait la Meurthe en rive gauche et donna rapidement naissance au village de Boudonville qui pré-exista sur le village Saint-Dizier au Nord du Nancy médiéval, le tout sur l'actuel territoire communal.

### Un château
La naissance de Nancy est en fait liée à l'édification d'un château féodal, au cours du XIe siècle, par Gérard d'Alsace à proximité d'un hameau mentionné dès 896 sous la forme latinisée Nanceiacum, sur une voie romaine secondaire reliant Metz aux vallées vosgiennes ; idéalement situé au centre des terres du jeune duché de Lorraine.
L'emplacement de ce premier château se situait dans l'îlot actuellement délimité par les rues du Cheval-Blanc, de la Charité et des Dames.
L'édification du château va rapidement donner naissance à une petite cité fortifiée. Les limites des remparts semblaient être les rues Saint-Michel, Jacquard, impasse du Bon-Pays - rue des Maréchaux, et une section de la Grande-Rue qui cache par ailleurs un vestige d'une tour du XIIe siècle.
Ce château semble avoir été en partie détruit en 1218, au cours de la Guerre de Succession de Champagne, sous le règne du duc Thiébaud Ier, lorsque la ville est totalement incendiée par l'empereur Frédéric II de Hohenstaufen.

### La ville-vieille médiévale
L'incendie de 1218 annonce une vaste rénovation du bourg et la création d'un nouveau château par Ferry III de Lorraine. Ce dernier cède l'ancien château aux Dames prêcheresses pour qu'elles y établissent leur couvent (place des Dames) en 1298.
Nancy sera ensuite protégée par un nouveau château initié par Ferry III, il est situé en dehors des remparts, au-delà de la Grand-rue, à l'arrière de l'église Sainte-Catherine (future collégiale Saint-Georges), plus ou moins à l'emplacement des actuels jardins du palais du Gouvernement.
Le château est achevé par Raoul de Lorraine qui sera le premier à vouloir faire de Nancy sa capitale : il inclut les faubourgs au Nord de la ville : les bo(u)rgets à l'intérieur des nouveaux remparts (rue du Haut-Bourgeois et rue du Petit-Bourgeois). Les limites des remparts s'étendent au Nord, incluent le prieuré Notre-Dame et voient l'extension de la grand-rue achevée par la construction de la porte de la Craffe, mais n'incluant pas le village de Saint-Dizier (actuellement faubourg des Trois-Maisons).
La surface de la ville double sous l'impulsion du Duc Raoul, qui veut également donner un essor économique à sa capitale en créant une confrérie des Marchands et en pérennisant la foire de Nancy, toujours en activité depuis 1341.

### 1477: la naissance d'une capitale
Au début de 1445, René Ier d'Anjou célèbre par un fastueux pas d'armes à Nancy le double mariage de ses filles Marguerite, par procuration, au roi d'Angleterre Henri VI, et Yolande à Ferry II de Vaudémont ; et le 1er juillet de la même année, René Ier délègue le gouvernement de la Lorraine à son fils Jean II, futur duc de Lorraine.
L’avènement du jeune René II de Lorraine et les volontés expansionnistes de Charles le Téméraire font donner une visibilité européenne à Nancy : Charles, désirant relier son duché de Bourgogne à ses possessions aux Pays-Bas convoite rapidement le duché de Lorraine. Dès 1473, des estoquades éclatent sur le territoire lorrain, aboutissant à des sièges dont celui de Nancy en 1475. Lors de la bataille de Nancy, en 1477, René II vainc le Téméraire, qui est tué, et met ainsi une fin définitive à la possibilité d'émergence d'un vaste État bourguignon entre le Saint-Empire romain germanique et le royaume de France. La ville conserve des monuments commémoratifs de la mort du Téméraire.
La ville ayant souffert des sièges successifs, René II le victorieux s'impose également en bâtisseur. Il fait reconstruire son palais Ducal au devant du château du Duc Raoul, et fait ériger à proximité l'église des Cordeliers. Ces deux bâtiments bénéficient d'une nouvelle esthétique décorative : la première Renaissance s'introduit en Lorraine. D'autres monuments imposants vont ainsi marquer sa victoire et l'émergence de la nation lorraine et de ses symboles notamment la fameuse Croix de Lorraine.

L'apparition de l'artillerie force son fils, le Duc Antoine de Lorraine à améliorer, vers 1530, les fortifications via la création de barbacanes en avant des portes de la Craffe et Saint-Nicolas qui seront bientôt encadrées de bastions.

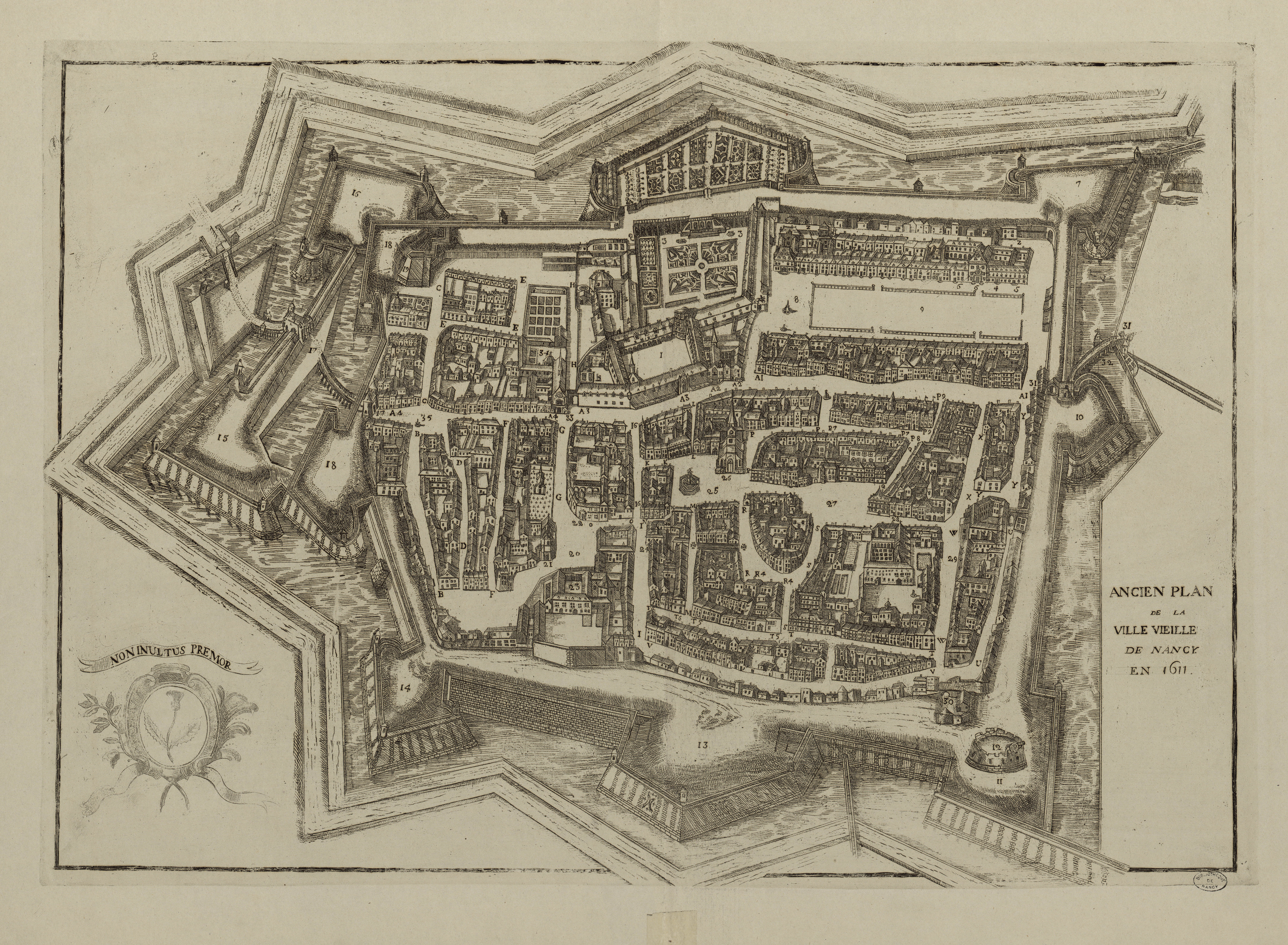
La ville-veille médiévale de Nancy, d'après le plan de 1611
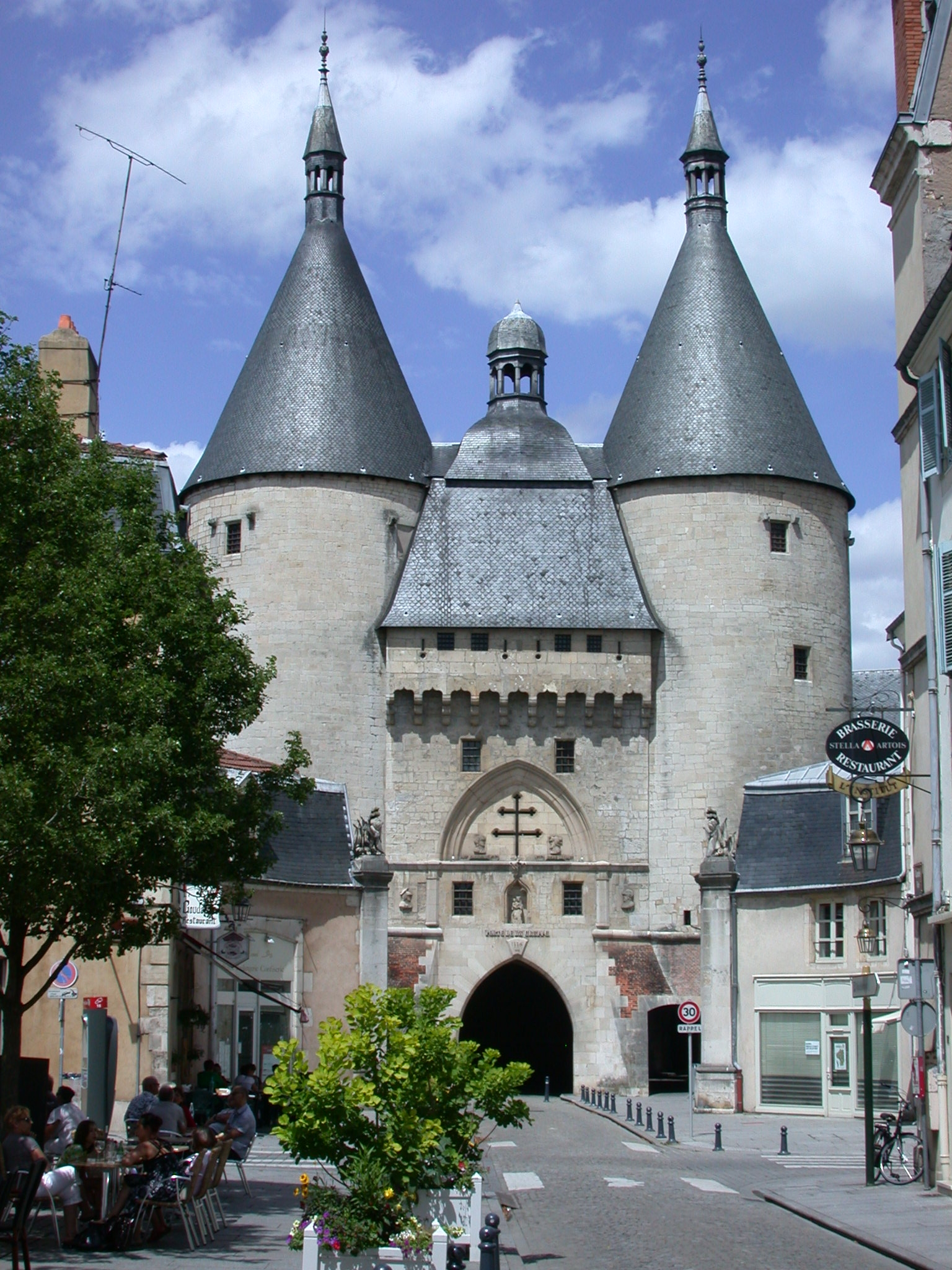
Porte de la Craffe.
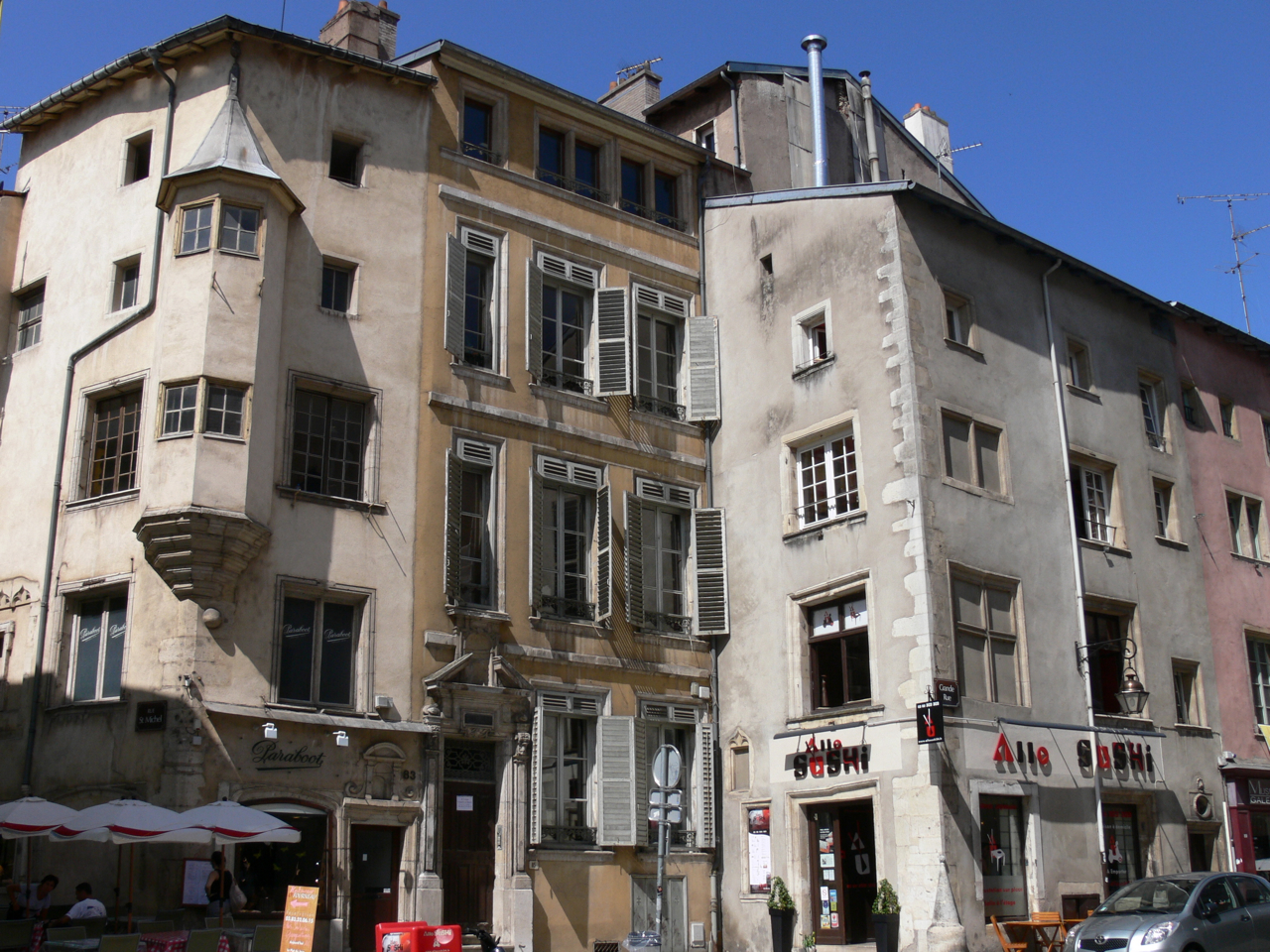
Ville-vieille

### Modernisation à la Renaissance

#### La place de la Carrière
Sous la double régence de Christine de Danemark et de Nicolas de Vaudémont, une première extension urbaine est décidée à l'Est de la ville : la place de la Carrière est édifiée.
Cette première extension permettra le prolongement de la Grande-Rue, qui sera lotie par les nobles lorrains pour y établir leurs hôtels particuliers, de part et d'autre de l'esplanade ainsi créée. C'est sur cette place qu'auront lieu joutes, tournois et autres divertissements de la noblesse lorraine. En parallèle, un fortificateur italien, Antoine de Bergame, est chargé de moderniser les fortifications de la ville et de remplacer les vieilles tours en bastions.
Henri II de France, qui vient de prendre possession des Trois-Évêchés en 1552, en profite pour destituer la régente, nièce de Charles Quint, pour laisser seul le Régent qui n'est autre que l'oncle du jeune Charles III.
La modernisation des fortifications se poursuit, ainsi sont édifiés entre 1552 et 1558 les bastions de Vaudémont (toujours visible derrière la fontaine d'Amphitrite de la place Stanislas mais transformé en parking aérien) et de Danemark, du nom des régents, qui protègent les angles Sud de la ville, et le bastion des Dames à l'arrière du palais Ducal.

#### La ville-neuve de Charles III: une capitale européenne
Les règnes précédents ayant considérablement modernisé et renforcé les défenses de la ville médiévale de Nancy en l'adaptant aux fonctions de capitale ducale, le Duc Charles III de Lorraine souhaite toutefois transformer la petite place forte, lieu principal de la résidence princière, en vaste capitale d'un État indépendant.
Il rêve d'une vaste capitale, ville à la fois commerciale et religieuse, en effet, le Duc œuvre parallèlement pour l'implantation d'un siège épiscopal dans sa ville. Il demande à un architecte italien, Hieronimo Citoni, de créer un plan à la hauteur de ses espérances Le projet de ville-neuve est aussi simple que fonctionnel : la ville médiévale étant déjà modernisée, l'idée est de créer une nouvelle ville, plus vaste, simplement reliée à l'ancienne par une nouvelle porte édifiée au Sud. Le projet est lancé dès 1596, l'architecte militaire Jean-Baptiste Stabili sera chargé de l'édification des fortifications de la ville neuve.

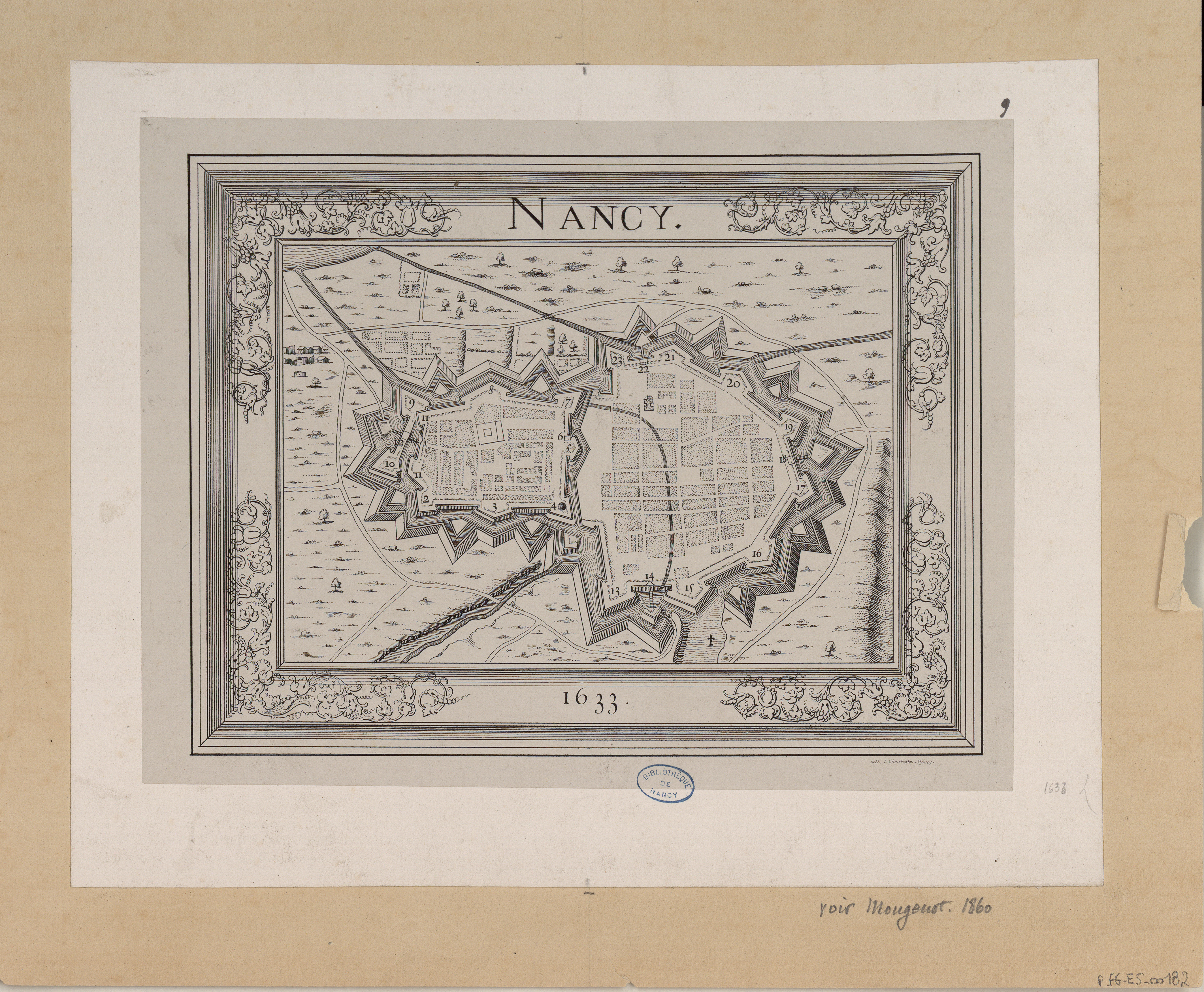
Plan de Nancy en 1633 d'après Anthoine de Fer (le bastion de Saurupt est en no 16).
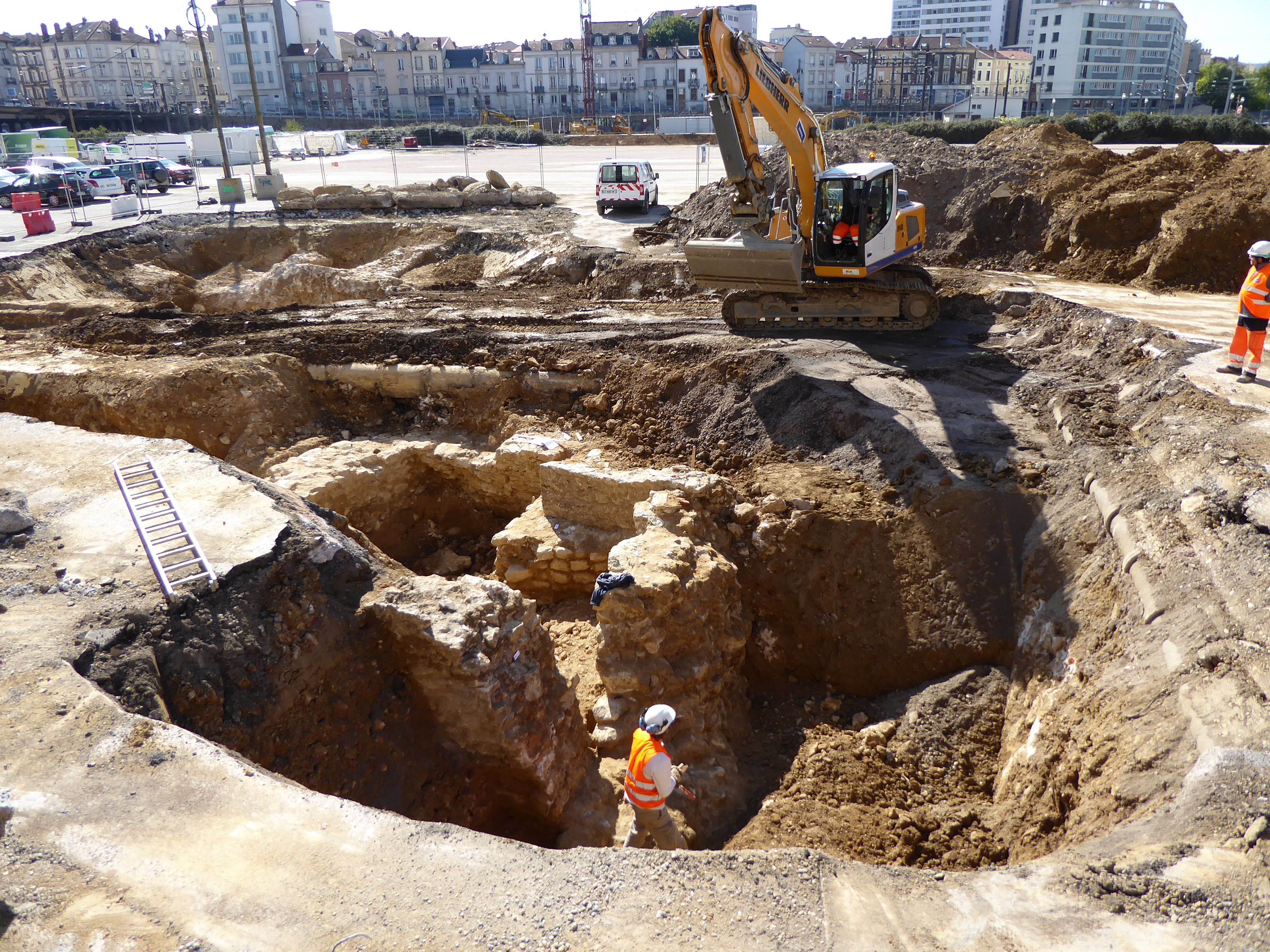
Mise au jour de vestiges du bastion de Saurupt[8] lors de fouilles préventives de l'INRAP en 2015.
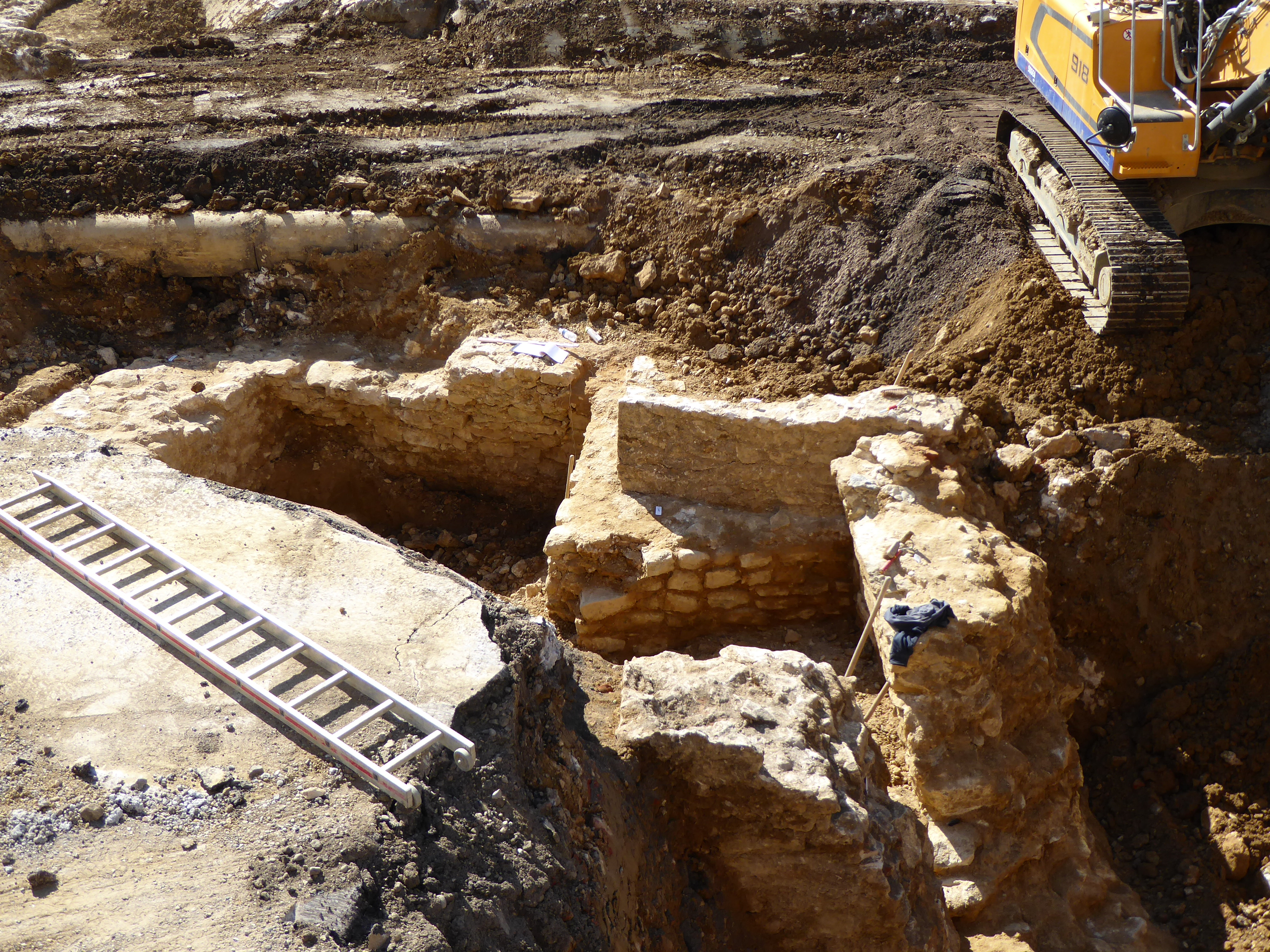
Vestiges du bastion de Saurupt construit sous Charles III et détruit sur ordre de Louis XIV.
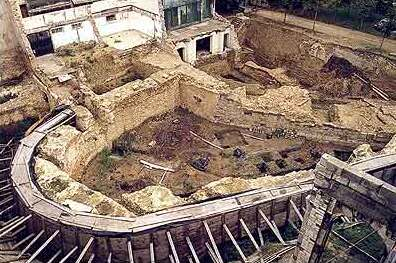
Bastion d'Haussonville (aujourd'hui inclus dans le parcours muséographique du musée des Beaux-Arts de Nancy)

Ce projet de ville neuve est très rationnel puisqu'il permet un développement urbain très vaste (la ville-neuve fera trois fois la superficie de la ville-vieille), sans aucune contrainte militaire (absence d'ouverture des remparts de l'ancienne ville).
L'urbanisme sera fidèle à l'esprit humaniste de la Renaissance avec de larges axes perpendiculaires, Nancy sera l'un des premiers plans hippodamiens édifiés en Europe depuis la chute de l'Empire romain :
- Deux axes majeurs Nord-Sud / Est-Ouest ouvriront sur 3 portes extérieures et une porte intérieure de communication avec la ville médiévale.
- Au centre de la ville une vaste place permettra l'édification d'un vaste hôtel de ville.
- Une vaste esplanade entre les villes est réservée aux mouvements militaires, tandis qu'un emplacement vers l'Est permettra d'accueillir l'église primatiale, titre obtenu dès 1602, mais qui ne sera édifiée qu'un siècle plus tard et deviendra cathédrale de Nancy au XVIIIe siècle.

Le faubourg édifié au Nord de la ville sera rasé afin de reloger les habitants dans la ville neuve sur une rue qui portera le nom du faubourg rasé « Saint-Dizier ». Du faubourg Nord, il ne restera que les auberges, c'est-à-dire «trois maisons », nom que prendra ce faubourg lors de sa réédification au XVIIIe siècle.
La prospérité de la ville sera continue durant la Renaissance, les guerres de Religion de France n'y auront que des répercussions politiques, mais malheureusement cette quiétude n'allait pas durer : la guerre de Trente Ans allait dévaster l'Empire et le duc Charles IV de Lorraine belligérant infatigable entrainera le duché de Lorraine dans le chaos et la dévastation.

### Un complexe urbanistique au temps des Lumières

#### Léopold ou la renaissance d'une capitale
Après avoir pris possession de son duché dévasté par trente années de guerre, Léopold Ier souhaite redonner à Nancy la grandeur qu'elle avait au temps de Charles III. Son projet commence après l'occupation française par une relance économique et la création d'emplois : il favorise l'implantation de manufactures d'art notamment un atelier de tapisserie qui aura son heure de gloire. Cette politique, efficace, permet l'installation de manufactures : une de tissus dans l'ancien hôpital Saint-Charles ; une autre rue Saint-Thiébaut ; une de bas de laines à l'emplacement de l'asile des pestiférés qui employait les enfants indigents de la ville ; deux manufactures de soie ; et, surtout, un atelier de tapisserie, dirigé par Charles Mité et installé dans le palais ducal.
Étape clef du processus : moderniser le vieux palais Ducal jugé trop ancien. Les trois quarts en sont rasés, le Duc souhaite la construction d'un nouveau Louvre à Nancy il choisit Germain Boffrand pour sa maîtrise du style classique. Seules les fondations furent établies, le projet resta inachevé faute de finances ducales et d'une nouvelle occupation française qui força Léopold à s'établir au château de Lunéville qu'il venait de faire réédifier. Mais le Nancy nouveau sortit tout de même de terre : création d'un nouvel hôtel de la Monnaie, construction de la Primatiale de Lorraine, établissement d'une abbaye Saint-Léopold, d'une académie de peinture... Les nobles suivirent également le mouvement urbanistique par la réédification d'hôtels particuliers (hôtel de Ludres, hôtel Ferraris ou hôtel de Beauvau-Craon...). Léopold projeta également une vaste extension à l'Ouest de la ville-vieille mais qui ne vit le jour qu'à la fin du 
XVIIIe : le cours Léopold. À la fin du règne de Léopold, la ville toujours ceinte de ses remparts est entourée de faubourgs :
- Faubourg Saint-Pierre au Sud de la porte Saint-Nicolas, sur la route menant à Saint-Nicolas-de-Port,
- Les faubourg Saint-Jean et Saint-Georges, respectivement à l'Est et à l'Ouest des portes du même nom.
- Le faubourg des Trois-Maisons, au Nord de la ville-vieille.

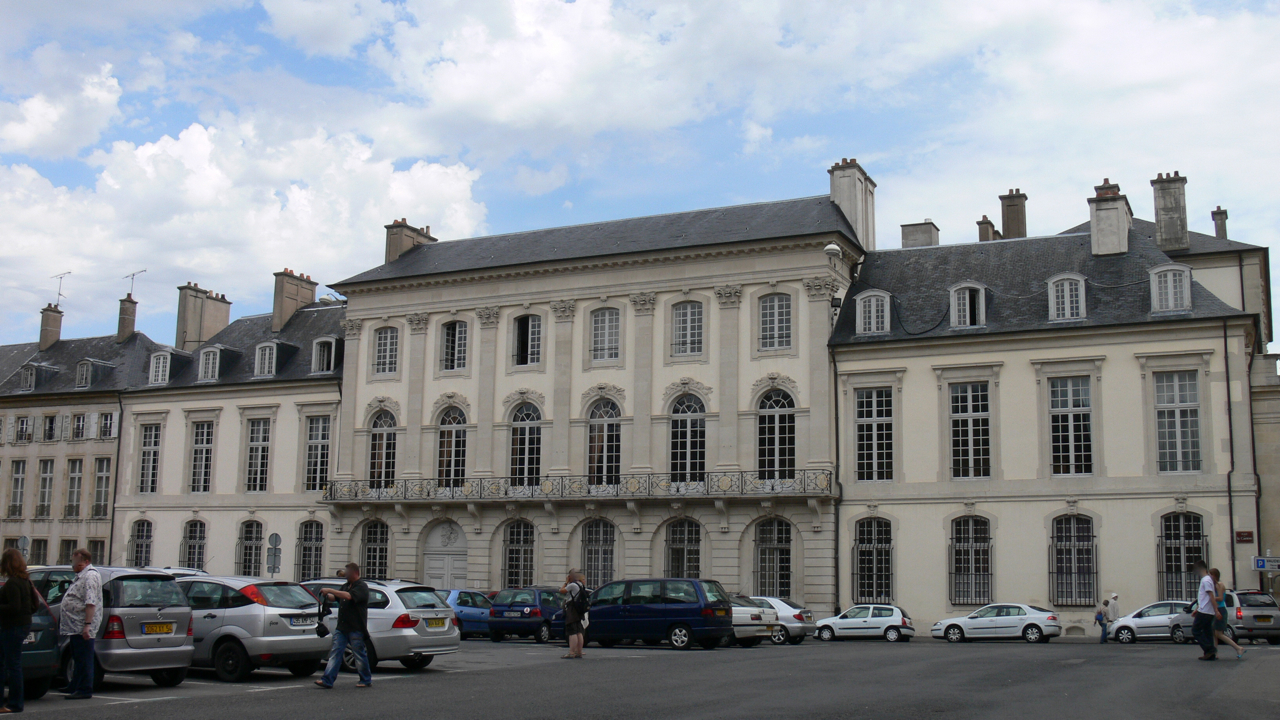
Hôtel de Beauvau-Craon
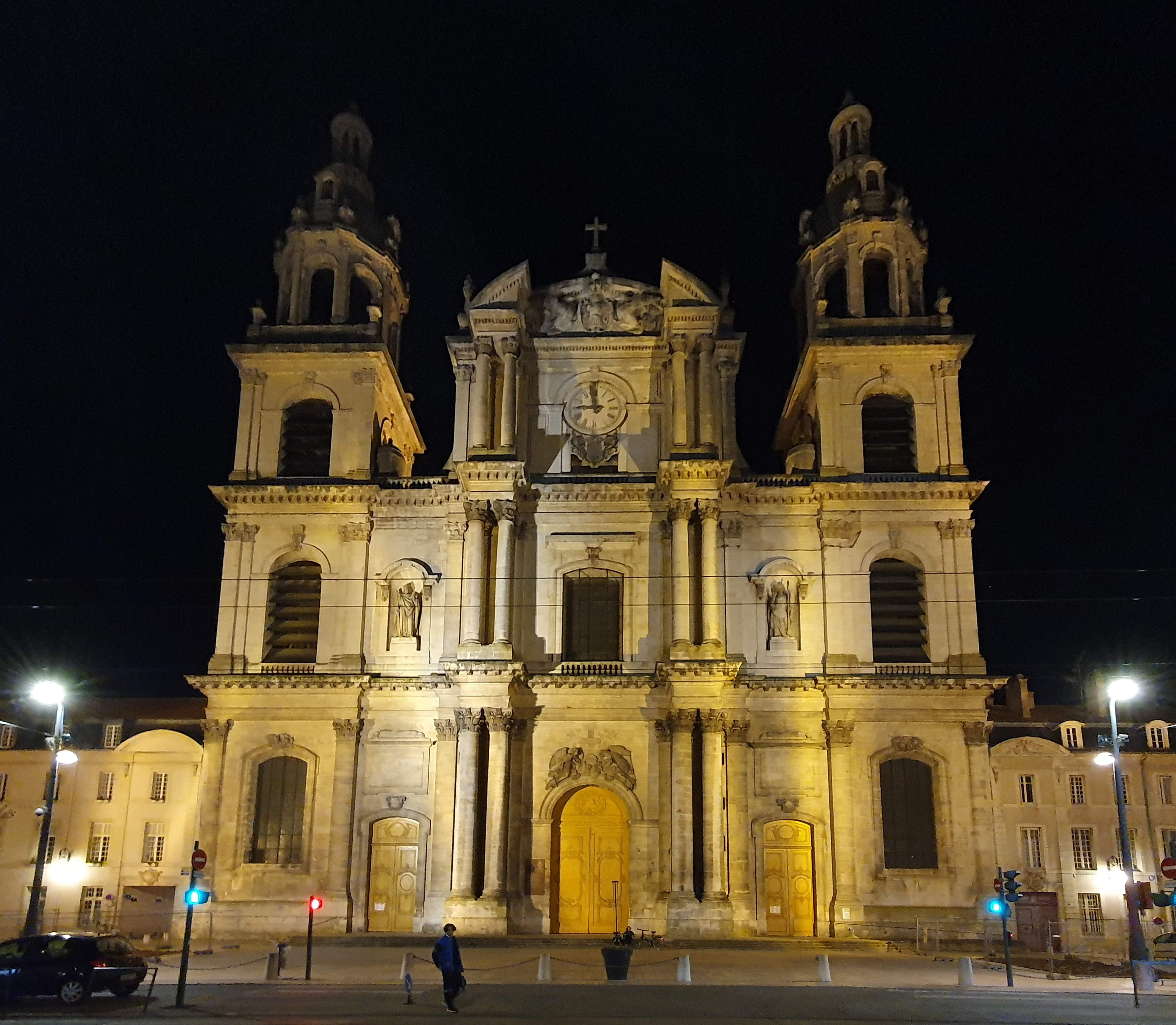
Primatiale de Nancy

#### Stanislas ou la plus belle dot de France
Stanislas Leszczyński, roi déchu de Pologne et beau-père du roi de France (par sa fille Marie Leszczyńska mariée à Louis XV), reçoit en viager le duché de Bar et le duché de Lorraine, que le duc légitime François III est contraint d'échanger contre la Toscane au traité de Vienne. Le tour diplomatique est joué, le duché deviendra français à terme, mais c'est sans compter sur le nouveau duc, qui bien qu'étranger au pays, regarde avec bienveillance cette patrie qui l'accueille : il va l'embellir.
Monarque visionnaire, Stanislas souhaite continuer l'élan de Léopold et s'il a peu de pouvoir politique (un intendant français est chargé de la gestion et de l'intégration du duché de Lorraine au royaume de France), son pouvoir intellectuel est magnanime : dans l'esprit du siècle des Lumières, il va doter la ville d'institutions nouvelles et réconcilier les deux villes de Nancy par un vaste projet urbanistique sous la direction d'Emmanuel Héré.
Le projet commence par la création d'édifices publics : reconstruction des hôpitaux, création d'un hôtel des Missions Royales et d'une église paroissiale dans le faubourg Saint-Pierre, de la bibliothèque municipale, création d'une Société royale des sciences et belles-lettres, l'ancien roi était entouré d'une cour d'artistes, d'intellectuels et de scientifiques. L'illustre université de Pont-à-Mousson sera également transférée dans la capitale tandis que le monarque y établit également sa future sépulture en reconstruisant l'Église de Bonsecours.
C'est dans ce vaste processus intellectuel que naît l'idée d'intégrer les deux villes : la médiévale et la Renaissance, toujours séparées par leurs remparts. Entouré d'hommes et d'artisans brillants un pan entier de ville sort de terre, un vaste axe Est-Ouest, percé de deux portes (Sainte-Catherine et Saint-Stanislas) est édifié, nouvelle caserne, hôtels particuliers sur la place d'Alliance, rénovation de la place de la Carrière, établissement d'un palais du Gouverneur, réorganisation des lieux de pouvoir et d'administration la pierre angulaire en est la Place Royale, la fameuse place Stanislas qui y concentre les lieux de pouvoirs et d'administration. En une dizaine d'années plusieurs hectares d'une ville résolument classique et d'une modernité inégalée relie les deux villes historiques.
Deux nouveaux faubourgs voient rapidement le jour sous Stanislas, au-delà des portes Sainte-Catherine et Stanislas.

En 1766, le duché de Lorraine véritablement transformé en dot par Stanislas intègre le royaume de France mais loin de freiner l'essor de la ville, l'élan continue encore et toujours. Souhaité par Léopold, une vaste esplanade est édifiée au-delà des remparts vers l'Ouest : le cours Léopold est né, clos par la porte Désilles. L'enceinte urbaine s’agrandit une dernière fois avant la Révolution.

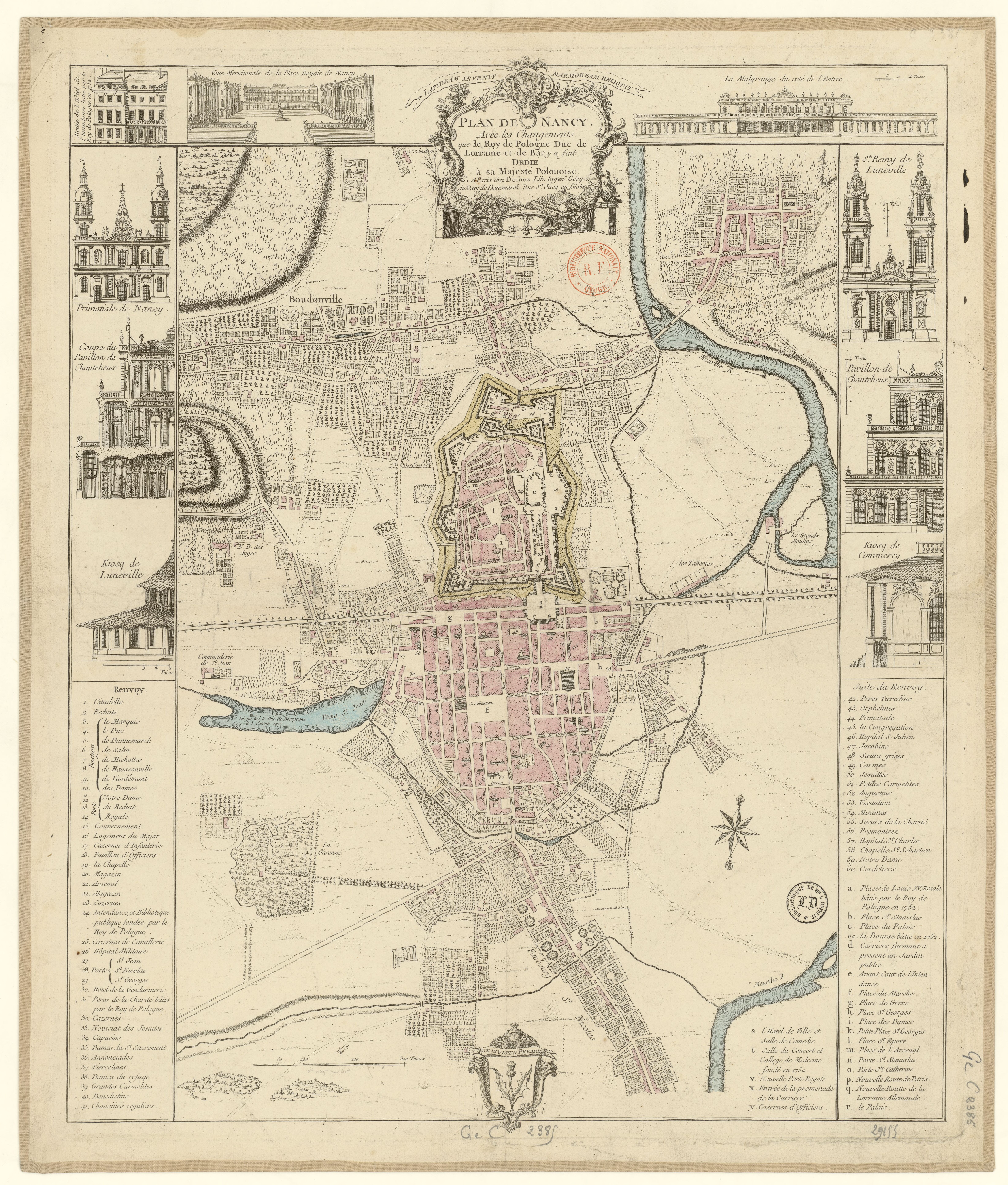
Plan de Nancy après les modifications apportées par Stanislas
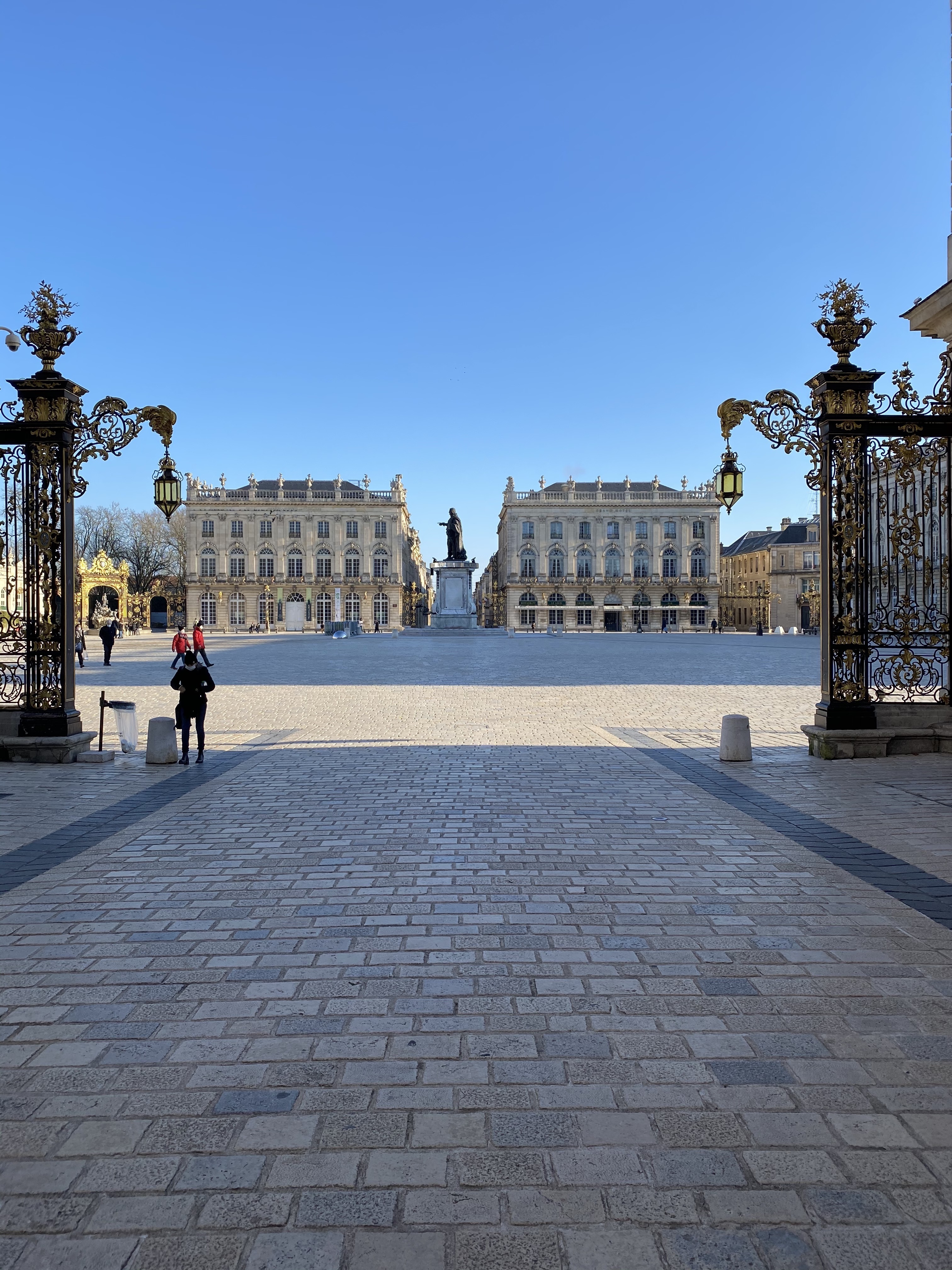
Place Stanislas
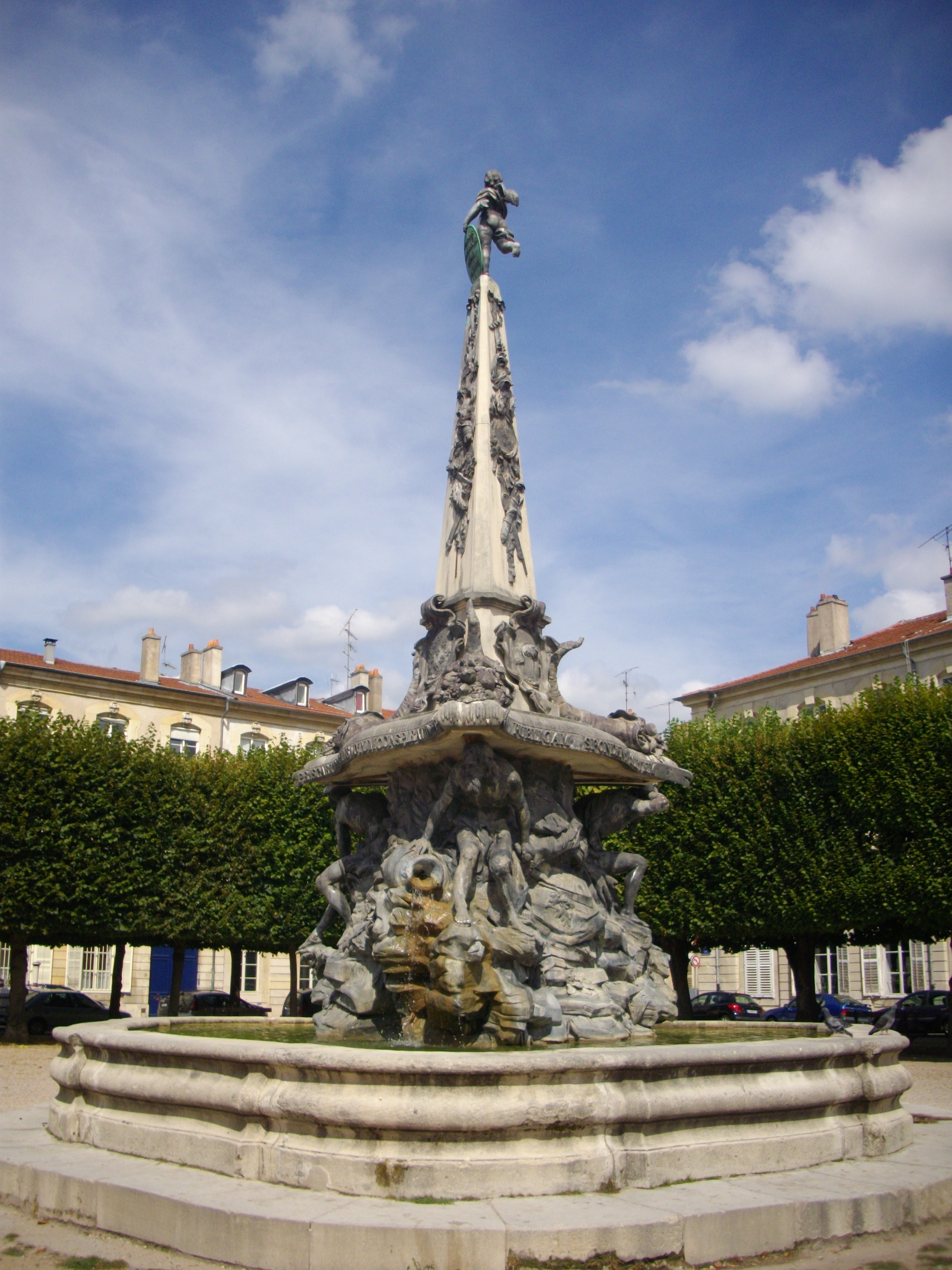
Place d'Alliance
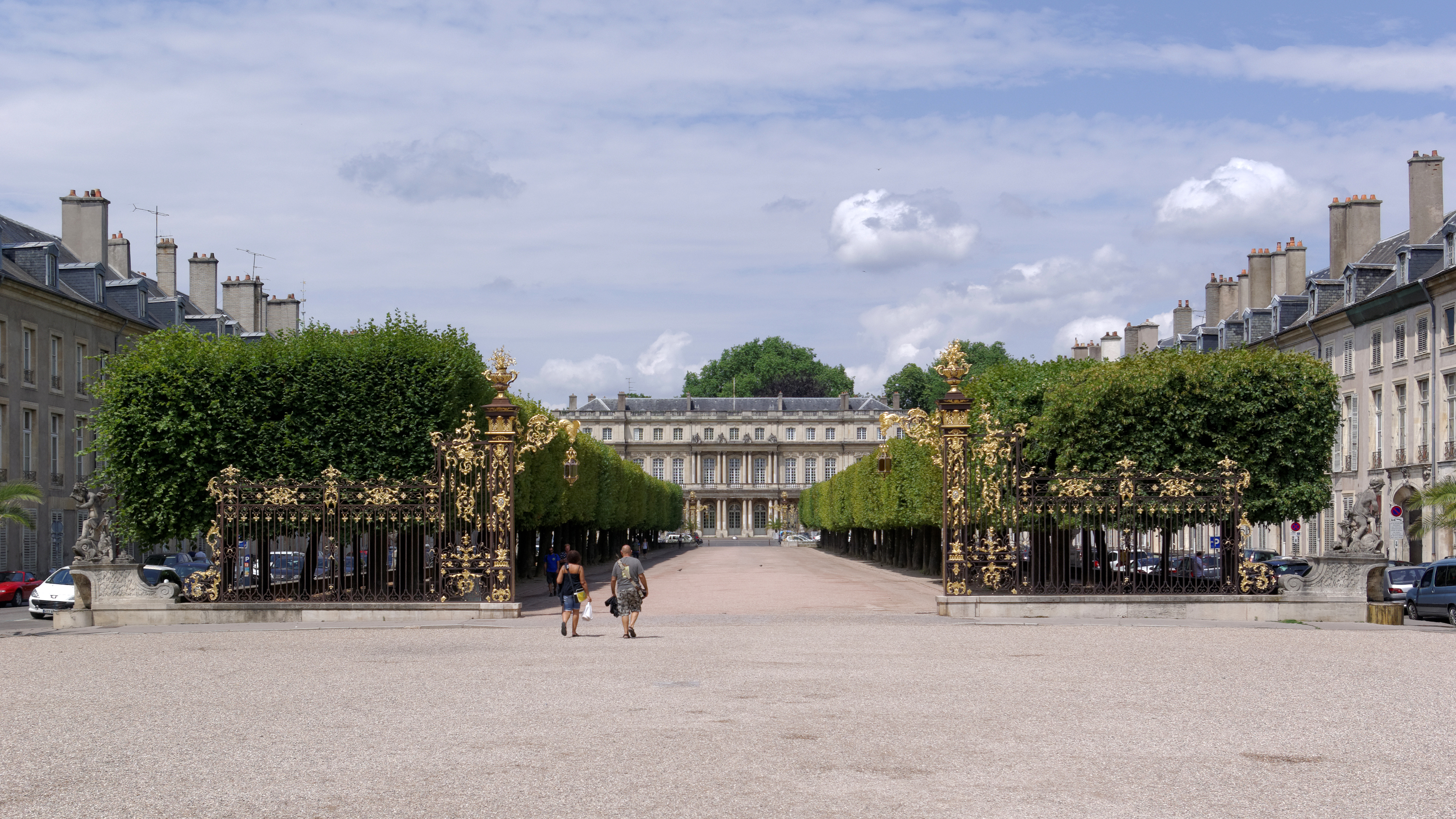
Place de la Carrière
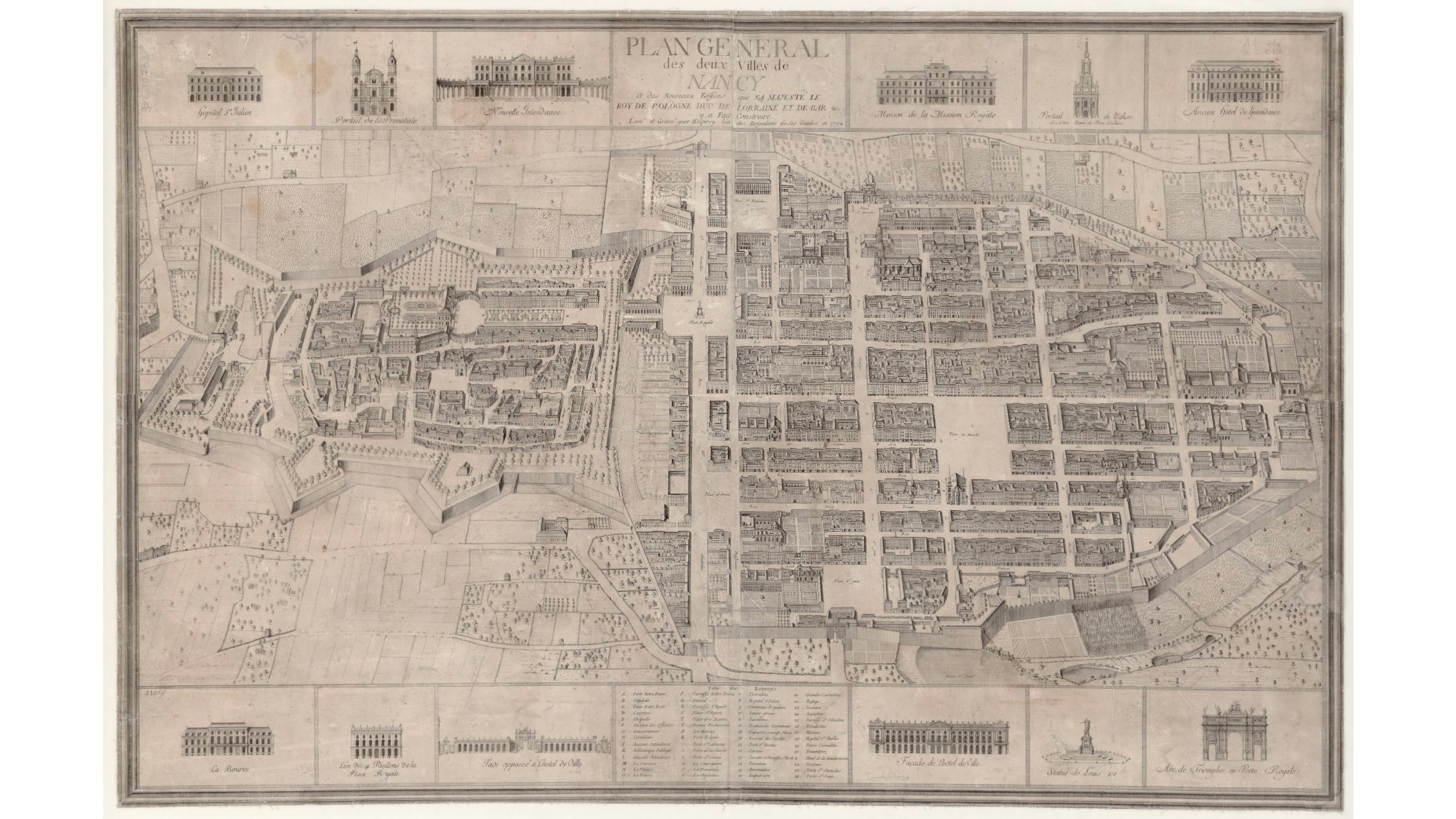
Plan de Belprey, 1754

### De la Révolution à 1870: Une ville de province
La Révolution française laisse quelques traces de son passage à Nancy : la vente et la reconversion de quelques couvents, une baisse démographique, mais également la création de l'un des plus anciens musée des Beaux-Arts dès 1793.
Fait marquant, l'université de Nancy sera, comme toutes les universités de France, dissoute par la Révolution et il faudra attendre le Lotharingisme, courant exaltant le passé unique de l'ancien duché de Lorraine, pour aboutir à la recréation de l'université de Nancy en 1852. Cette résurrection aura une profonde conséquence sur l'urbanisme ultérieur de la ville.
Dans la première moitié du XIXe siècle, la ville, toujours ceinte de ses remparts et entourée de ses faubourgs semble s'être endormie, la population stagne jusque 1836. Un dense faubourg s'est constitué au-delà de la porte de Stainville à l'emplacement de l'ancien village de Boudonville mais le faubourg le plus important reste encore le faubourg Saint-Pierre situé entre la porte Saint-Nicolas et l'église de Bonsecours, sur la route de Saint-Nicolas-de-Port. Arrière-petit-fils du roi Stanislas, le comte d'Artois fait son entrée à Nancy le 19 mars 1814.

#### 1836 à 1870
C'est une révolution, cette fois industrielle, qui va relancer l'essor de la ville et dès les années 1840 l'économie reprend ; la population croît rapidement, mais l'urbanisation repart timidement, avec principalement de l'habitat modeste ou ouvrier et c'est à peine si le faubourg de Boudonville et celui de Trois-maisons se rejoignent. Le cours Léopold édifié à la fin du XVIIIe siècle se retrouve presque complètement loti sur le plan de 1834.
C'est avec deux facteurs importants de développement économique que l'urbanisation sera la plus notable : le chemin de fer et le canal de la Marne au Rhin qui assurent dès 1850 la destinée industrielle et économique de la ville. L'ancien faubourg Saint-Georges se retrouve en bordure de canal, il est situé à l'Est de la ville historique et sera dédié aux industries et aux manufactures : le quartier industriel de Meurthe-et-Canal naît.
En 1848 commencent les travaux de construction de la ligne Paris-Strasbourg, achevés en 1856 par la création de la gare de voyageurs ; cette ligne coupe la ville en deux, isolant notamment les plateaux de Sainte-Marie et Médreville ainsi que le quartier de Boudonville du reste de la ville.
L'arrivée du train va engendrer une vaste conquête urbaine vers l'Ouest après l'assèchement de l'ancien étang Saint-Jean ; la gare s'établit entre les faubourg Saint-Stanislas et Saint-Jean. C'est désormais ici que s'établissent les premiers quartiers résidentiels du XIXe siècle tandis que les nouveaux centres d'affaires et les premiers grands magasins s'établissent face à la gare.
Le plan de la ville publié en 1872 est très révélateur de l'urbanisme lié à ces nouvelles infrastructures et annonce déjà les grands axes clefs du XIXe siècle. Au Sud de la ville, un axe se développe depuis le faubourg Saint-Pierre en direction de Saurupt, la future avenue du Général-Leclerc. En bord de canal, les faubourgs Saint-Catherine et Saint-Georges sont désormais densifiés et surtout contigus : une nouvelle paroisse, Saint-Georges, voit le jour. Au Nord les rues entre voie ferrée et la rue de Metz se développent dont le centre est désormais dominé une nouvelle église Saint-Fiacre de style néo-gothique. Mais c'est vers l'Ouest que l'urbanisation s'étend le plus : derrière la gare trône déjà fièrement l'église Saint-Léon (achevée en 1877), la plus vaste des nouvelles paroisses qui s'étend du cimetière de Préville à la future place de la Croix de Bourgogne. Sur cette période les faubourgs prennent bien plus de population que le centre.

C'est un événement presque imprévisible qui va donner à l'essor industriel une nouvelle impulsion : la guerre de 1870 et la perte de l'Alsace et de la Moselle. Dès 1871, Nancy ville dynamique se retrouve soudainement la plus grande ville de l'Est de la France et ville frontière avec l'Allemagne nouvellement créée.

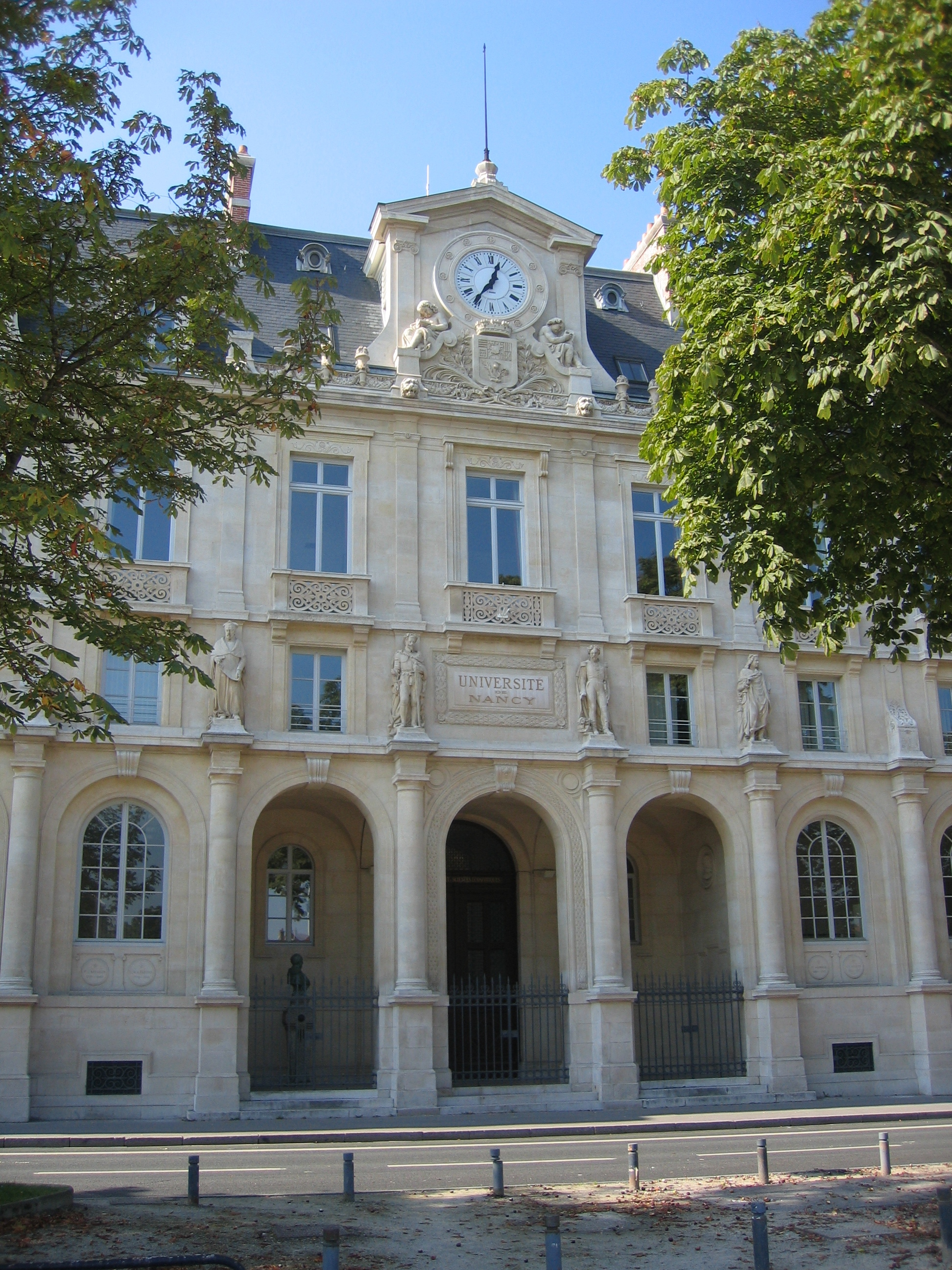
Université, place Carnot
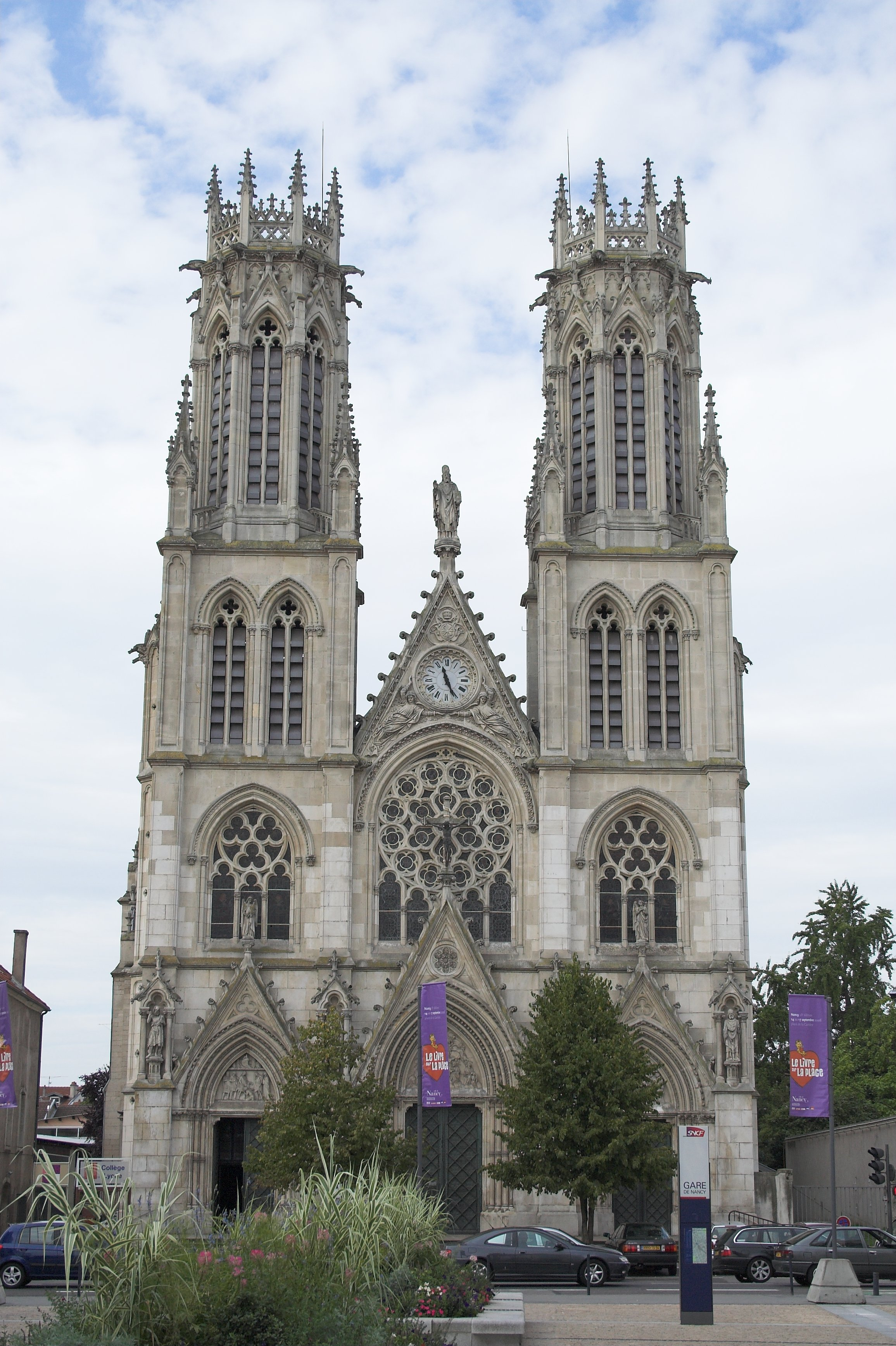
Eglise Saint Léon

### De 1870 au début duXIXesiècle: Une ville frontière
À la suite du traité de Francfort, en 1872, la ville va gagner environ 8 000 habitants "Alsaciens-Lorrains" dont une part non négligeable est liée à l'exode rural des habitants du canton de Château-Salins qui accourent face aux emplois ouvriers liés à l'industrialisation.
Conséquence favorable économiquement, certains de ces optants sont des industriels ne souhaitant pas devenir allemands (la révolution industrielle avait attisé la concurrence entre les deux pays), ainsi quelques riches familles transfèrent leurs activités aux alentours de Nancy et s'installent dans l'ancienne capitale ducale.
La ville retrouve sa fonction militaire et reçoit une importante garnison destinée à se porter rapidement à la rencontre de l’ennemi, de nouvelles casernes sont ainsi installées.
Cet essor n'est pas uniquement lié à l'annexion de 1870 car le dynamisme préexistant de la ville a également attiré les investisseurs étrangers dans les environs notamment le Belge Solvay qui s'installe en 1874 à Dombasle ; de plus la ville a toujours conservé son rôle prééminent d'ancienne capitale, relais indispensable entre Paris et les frontières de l'Est.
En cette fin du XIXe siècle comme un peu partout en France, l'explosion démographique est principalement due à un fort exode rural des alentours étroitement lié à la prodigieuse épopée industrielle qui parcouru tout le siècle. Face à ce dynamisme économique sans précédent, Nancy devient alors la vitrine de la France face à l'Allemagne.

Plus qu'un foyer industriel majeur, l'ancienne capitale du duché de Lorraine deviendra un foyer artistique Art Nouveau de niveau international. Digne héritière des cours ducales, Nancy fut durant des siècles un foyer artistique (peinture, sculpture, ferronnerie d'art...) judicieusement situé au carrefour des manufactures d'art du feu (faïence, verrerie, cristal) dont la conjonction aboutira à l'éclosion de l'École de Nancy.

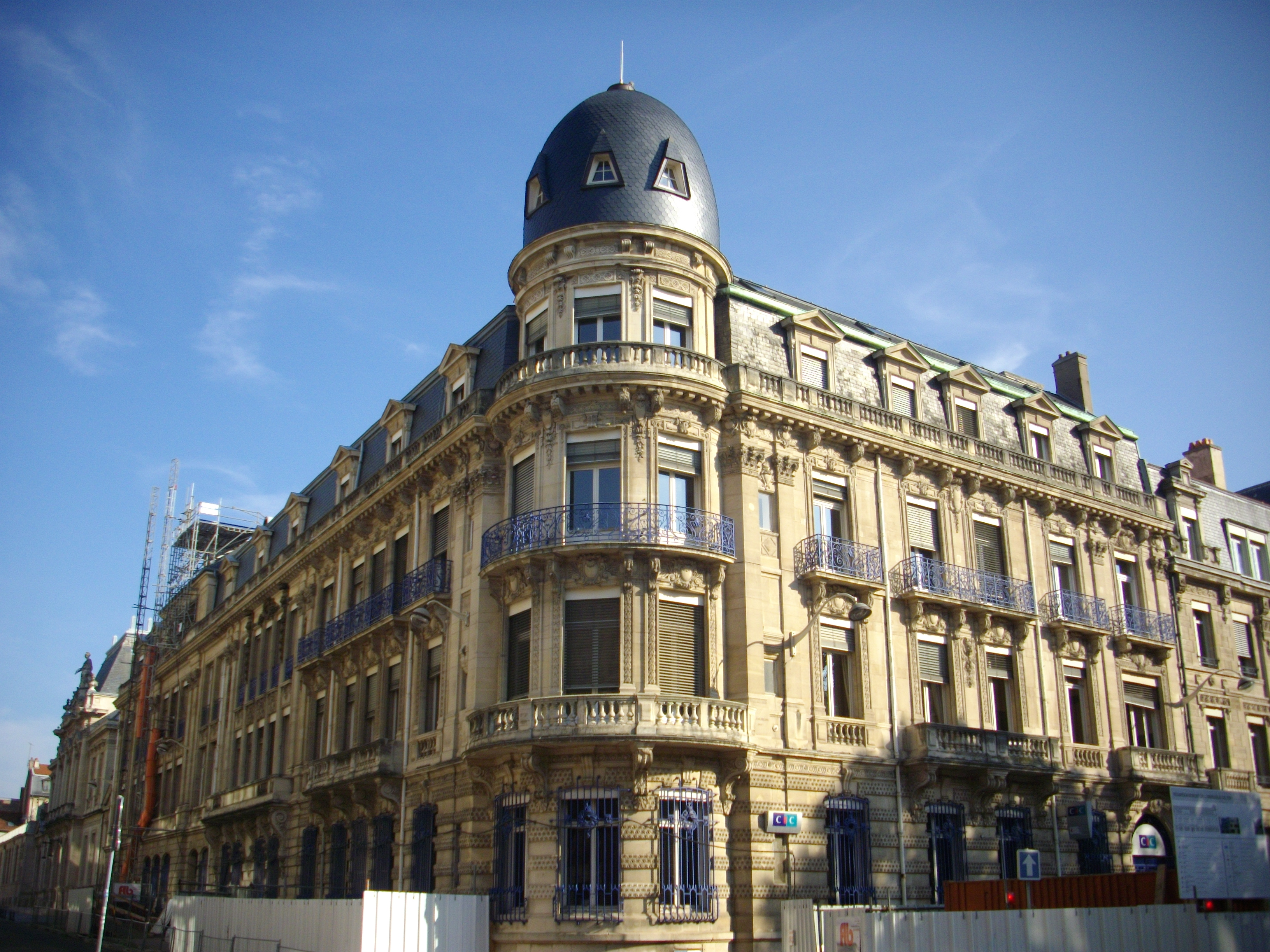
SNVB (ancien Hôtel Lang) 1887

### La belle époque
Si la fin du XVIIIe siècle a vu Nancy passer du statut de capitale du duché de Lorraine à simple préfecture de département, l'essor industriel du milieu du XIXe replaça Nancy dans un nouvel essor démographique ; puis, dès 1870 en statut d'unique capitale économique et industrielle de l'Est de la France.
Face à cet essor démographique lié à la révolution industrielle ainsi qu'à la défaite de 1870, l'urbanisme galopant est principalement le fait d'investisseurs privés, qui densifient et lotissent densément la ville, dont la surface double de 1850 à 1900. La plupart de ces nouveaux quartiers dévorent les anciens faubourgs et s'étendent au-delà de la gare en une nouvelle-ville XIXe.
Si l'essor économique et démographique est prodigieux, c'est certainement le riche passé artistique de la ville qui aboutira à l’avènement de l'École de Nancy : fédérés par  Émile Gallé, une nouvelle génération d'architectes, d'artisans d'arts et de mécènes s'unissent et aboutiront à l'édification de l'un plus célèbres quartiers de Nancy : Saurupt. En effet, peu après 1898, le propriétaire du parc de Saurupt décide de le faire lotir de villas à la manière des cités-jardins, telles que le Vésinet.
Si le projet aura finalement une envergure moindre, de nombreuses villas rappellent toutefois l’éclectisme de l'architecture de villégiature de la belle époque.
Plus central, le quartier de la gare sera également embelli de nombreux édifices alliant tous ses arts nouveaux : chambre de commerce et d'industrie, Banque Renaud, ou encore la brasserie Excelsior construite en 1911, qui est le temple de cet art nouveau, haut lieu de la belle époque où de nombreuses célébrités défilent.
Lieu emblématique et majeur, la Villa Majorelle, est la résidence du célèbre ébéniste, point d'orgue de cet art total qu'est l'art nouveau.
Ce dynamisme artistique incroyable et qui rivalise avec Paris aboutira à la fameuse Exposition internationale de l'Est de la France de 1909 pour laquelle de nombreux pavillons seront édifiés  dans le parc Sainte-Marie pour rendre compte des savoir-faire artistiques Lorrains, mais surtout ultime coup d'éclat de la Troisième République Française face à l'Empire Allemand qui lui avait annexé ses provinces perdues d'Alsace et de Moselle.
Loi de séparation des Églises et de l'État de 1905 se déroule dans le calme, malgré quelques tensions majeures notamment à la cathédrale de Nancy où l'évêque refuse l'accès lors des inventaires, le préfet fait intervenir les forces de l'ordre et certains paroissiens s'adonneront à des représailles au Temple maçonnique voisin.
Toujours porté par son insolent dynamisme économique et artistique la ville édifie son ultime chef-d’œuvre de la belle époque : le complexe Nancy-Thermal en 1913.
C'est désormais le premier conflit mondial qui permettre à la France de récupérer ses provinces perdues après 50 années d’annexions.

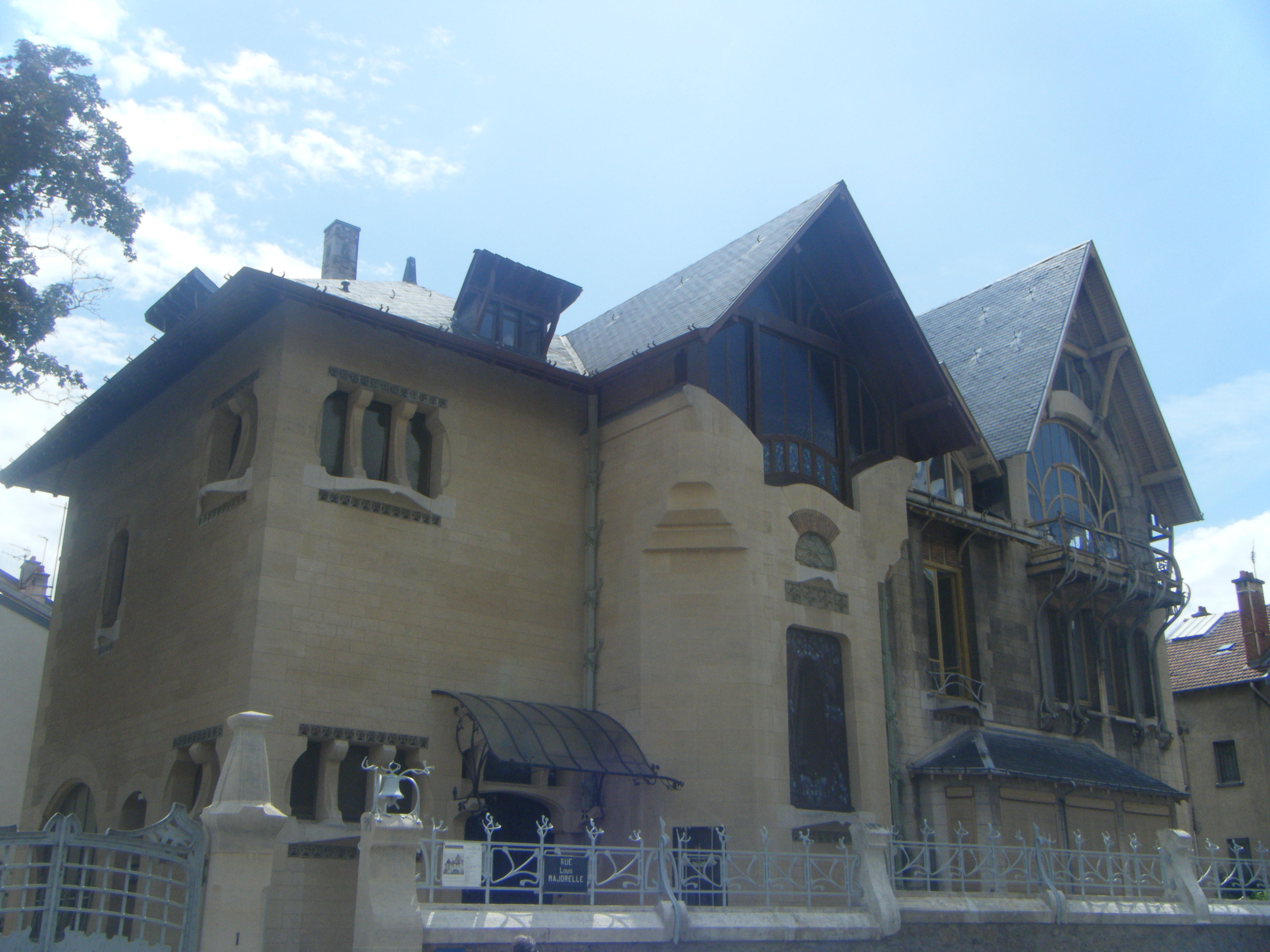
Villa Majorelle par Henri Sauvage
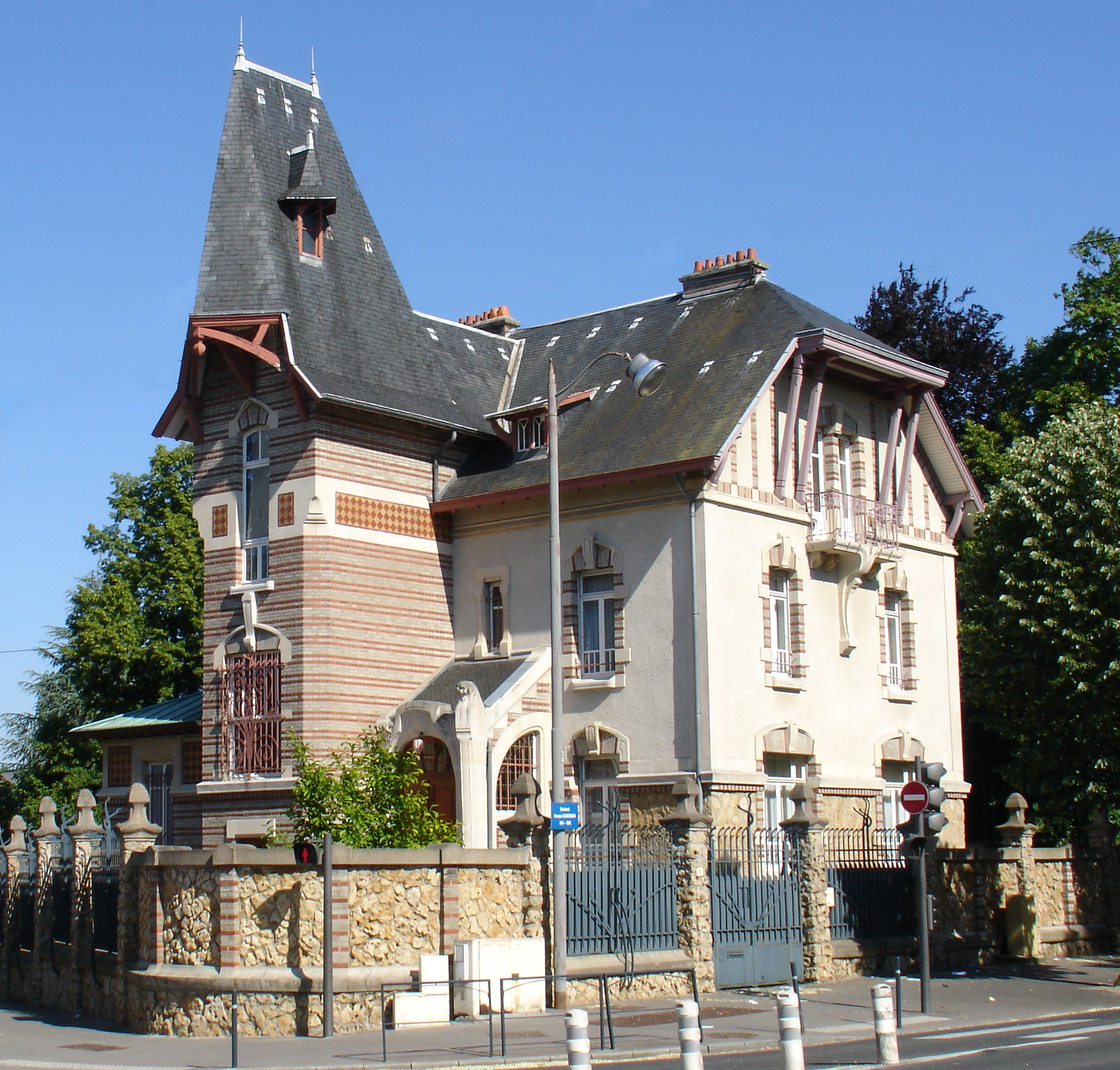
Villa Henri-Emmanuel Lang (1905-1906), parc de Saurupt, Nancy, par Lucien Weissenburger
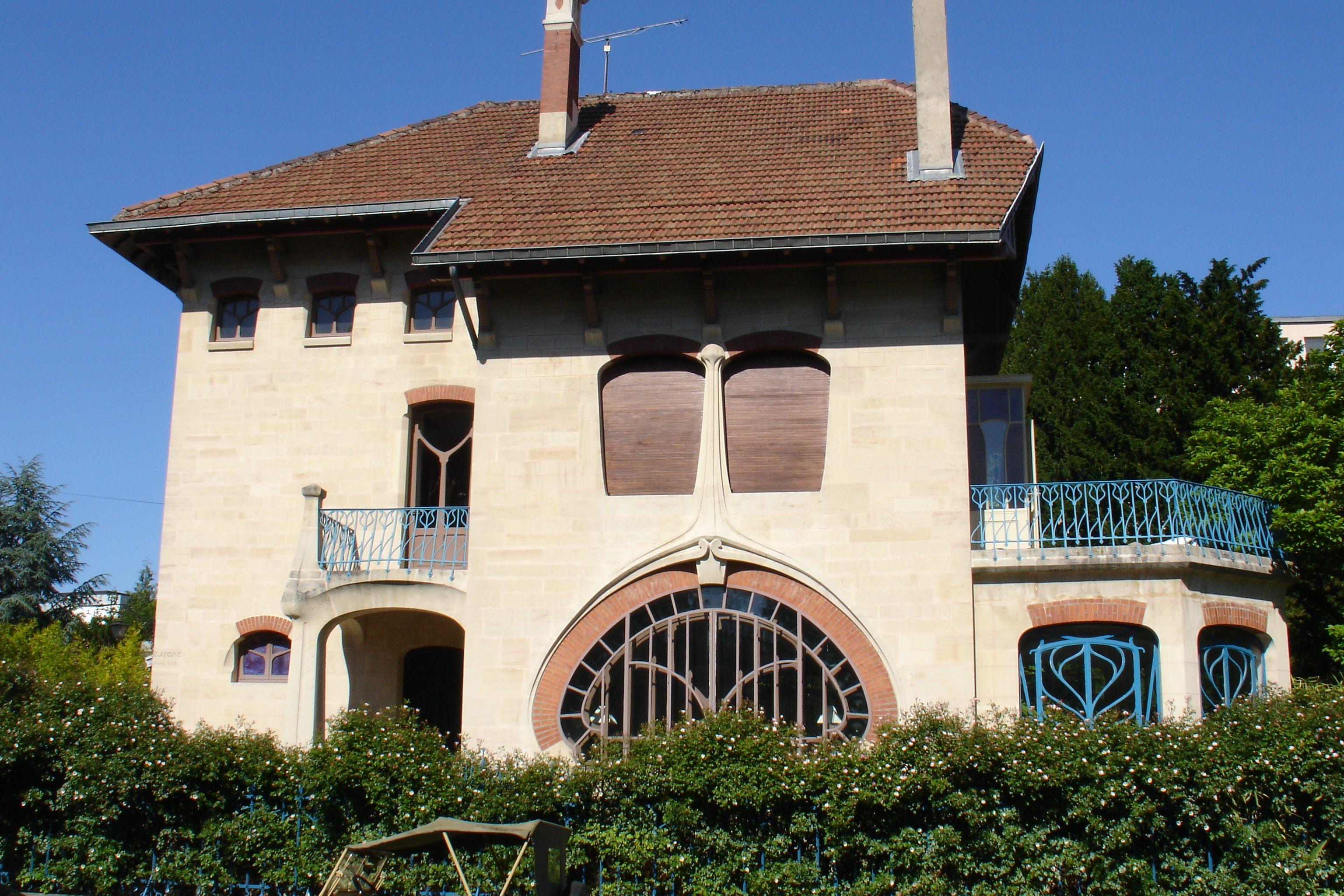
Villa Les Glycines
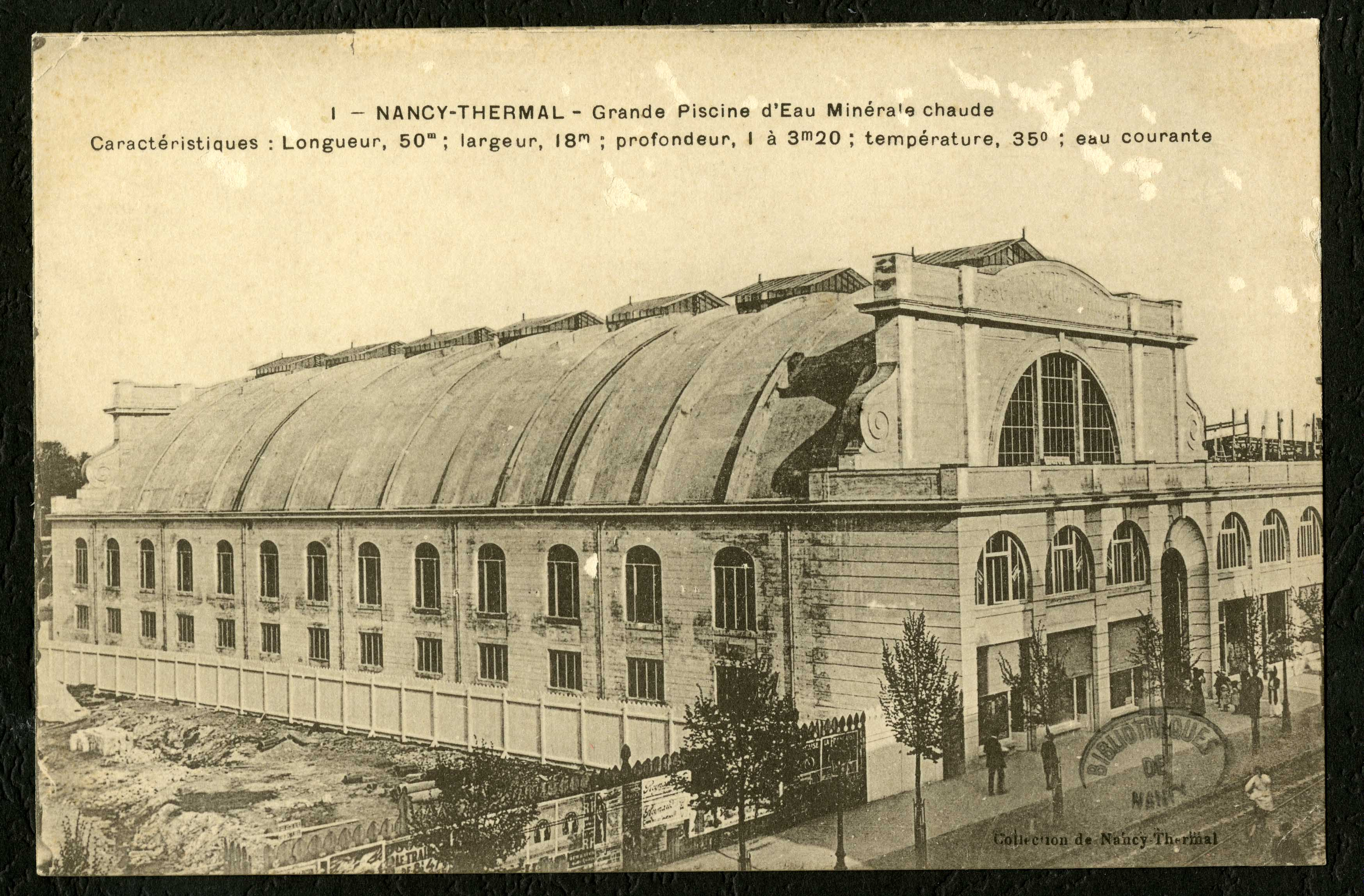
La grande piscine de Nancy-Thermal

### Entre-Deux-guerres

#### Première Guerre Mondiale
Si le premier conflit mondial se traduit par une confrontation directe de l'Allemagne et de la France, Nancy, qui ne se trouve pourtant qu'à 35km de la frontière, sera peu concernée par les combats qui dureront qu'un mois, en août 1914 et qui s'achèveront lors de la bataille du Grand-Couronné qui fixera la frontière sur la majeure partie de la Lorraine. Contrairement à Gerbéviller, ville martyre, entièrement détruite par représailles le 24 août 1914, et Nancy sera désormais à l'abri durant la majorité du conflit, 
La ligne de front, désormais fixée en Lorraine se fixe à Verdun et c'est désormais de la Marne au Pas-de-Calais que le front sera le plus mobile et le plus destructeur. Et c'est seulement en 1916 que les troupes allemandes placerons le Gros Max canon longue portée chargé de bombarder la ville qui fut rapidement évacuée et finalement ce canon ne générera que peu de destructions.

#### Les années Folles
La rétrocession des provinces perdues à la France ne change rien au dynamisme économique d'avant guerre et Nancy reprend rapidement son dynamisme. Come un symbole de renaissance, l'Opéra de Nancy, dont la reconstruction commencée en 1909 avait été interrompue par la grande guerre, est achevé dès 1919.
L'École de Nancy étant passée de mode, c'est l'Art Déco, balbutiant avant guerre, qui occupe désormais le devant de la scène.
Un peu partout dans l'agglomération, de nombreux immeubles d'habitation adoptent des volumes réguliers aux décors stylisés et élégants, version épurée de l'Art Nouveau, les arts du feu y sont toujours associés et l'Art Déco s’épanouit en ville, dominé par le prestigieux immeuble des Magasins Réunis qui en est le bâtiment emblématique.
Nancy reste cette ville dynamique qu'elle avait retrouvée dès 1850 et bénéficie pleinement de la croissance des années 1920 jusqu'à l'avènement de la grande dépression.

### La modernisation et ses polémiques
Nancy fut préservée des destructions de la seconde guerre mondiale, la ville n'ayant subi aucun bombardement. L'urbanisme d'après-guerre chercha pourtant à moderniser la ville.

#### Années 1950 et 60
La modernisation d'après guerre préconise la construction de vastes ensembles urbains afin d'améliorer la salubrité des logements anciens.
C'est ainsi qu'émerge dès 1956 le projet de Haut-du-Lièvre, édifié de 1958 à 1961 sur un plateau vierge de tout urbanisme. Bernard Zehrfuss édifie les deux ensembles majeurs qui formeront la plus longue barre d'habitation de l'Europe occidentale.
Aux portes de Nancy c'est le village de Vandœuvre-lès-Nancy qui sera le plus grand ensemble urbain moderne de l'agglomération nancéienne.
L'urbanisme des années 1960 a laissé quelques immeubles de grande hauteur épars dans la ville souvent à l'emplacement de bâtiments et terrains plus anciens notamment la Tour de l'Étoile, le parc de Boufflers ou bien d'aspect bien plus désuets comme la tour Joffre-Saint-Thiébaut.
Autour de la ville, d'autres ensembles urbains continuent de pousser en périphérie de la ville en même temps que les premières zones commerciales (Houdemont) qui allaient peu à peu enlaidir les entrées de villes françaises.
Globalement le centre-ville est épargné des premières « verrues » (immeubles de grande hauteur) qui commencent à devenir la règle dans les villes françaises de même taille. Mais la nouvelle municipalité n'allait pas laisser la ville paisible et l'urbanisme sauvage arrivait à pas de loup.

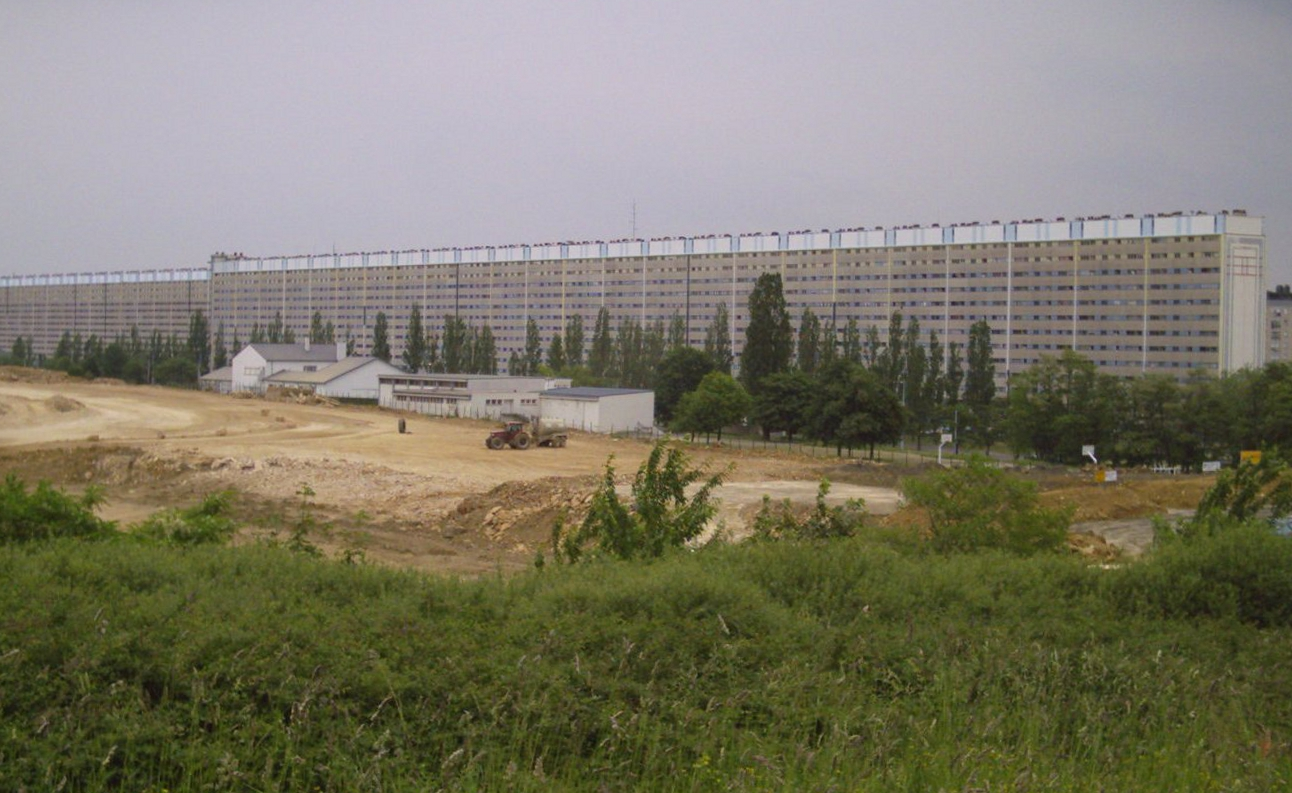
Les barres du Haut-du-Lièvre avant destruction partielle

#### Mai 68
Les événements de Mai 68 à Nancy reposent sur deux mouvements distincts: celui des élèves internes des classes préparatoires du lycée Henri Poincaré, qui démarre le lundi 4 mars 1968 par une grève de la faim pour « manifester leur mécontentement à l’égard du régime disciplinaire. Celle-ci ne dure que trois jours car ils obtiennent des contreparties leur garantissant des améliorations de leur statut. La Fédération des associations de résidents de Nancy (FARN), présidée par Jean-Pierre Le Carpentier avait organisé dès le 14 février 1968 une occupation pacifique pour protester contre l’interdiction faite aux résidents de circuler librement entre les deux cités universitaires, celle des garçons à Monbois et celle des filles à Boudonville,. Puis c'est une Assemblée générale en date du 5 mars, ouverte à tous les résidents pour discuter du règlement intérieur, dans le sillage de la grève de la faim des classes préparatoires du lycée Henri Poincaré.
Les autorités l'autorisent, puis la veille décident de l’interdire. Indignés, les étudiants envahissent la cité de jeunes filles le soir même, ce qui se transforme rapidement en manifestation de 200 personnes. Des policiers en civil, appelés à la demande du recteur Jacques Bompaire, les empêchent d’accéder à d’autres locaux et leur demandent d’évacuer les lieux sur le champ. Les étudiants refusent, certains se couchent pacifiquement sur le sol, d’autres profèrent des invectives contre les policiers présents.
Avec le renfort d’un détachement de C.R.S, ils sont expulsés à la matraque et les jeunes filles tirées par les cheveux et évacuées sans ménagement. Les étudiants vont frapper aux portes des chambres de leurs camarades de Monbois puis entament une marche de protestation Cours Léopold, devant le domicile du recteur: un millier d’étudiants arrive et font un sit-in, mais sous les coups des matraques et les grenades lacrymogènes se dispersent dans la nuit. Dès minuit, l'UNEF locale, dirigée par Jean-Marie Barbier, secondé par Marc Zamichiei et dominée par l'Union des étudiants communistes publie un communiqué de soutien.
Le 6 mars, la FARN, soutenue par l’UNEF locale et l’ensemble des associations d’étudiants appellent à se réunir Place Carnot devant le Centre régional des œuvres universitaires et scolaires à 12h30 pour un meeting d’information et de protestation contre les violences policières: 1 500 étudiants sont là mais les organisateurs donnent comme mot d’ordre : « Ne provoquez personne ! Pas d’accrochage avec les forces de l’ordre ! ». Un nouveau meeting fait salle comble le lendemain, présidé par Marc Zamichiei, dans l'un des principaux dancings de l'époque, le Rex à Nancy, situé sous le cinéma Rio.
La grève des cours démarre le 7 mars, contre la provocation policière. Elle est suivie par 9 étudiants sur 10. Dans l’après-midi du 7 mars, six représentants étudiants invités à une table ronde, parmi lesquels Jean-Marie Barbier et Jean-Pierre Le Carpentier, obtiennent des aménagements du règlement intérieur: les étudiants majeurs sont autorisés à recevoir dorénavant leurs camarades entre midi et 23h00. Entre-temps, le meeting organisé au Rex avec les syndicats ouvriers a débouché sur une manifestation de 5 000 personnes, qui se disperse sans incidents Place Saint-Jean.

#### Années 1970
En 1970, une nouvelle municipalité se fait élire et souhaite faire de l'ancienne capitale ducale un vaste ensemble moderniste où seules subsisteraient les éléments marquants du patrimoine.
Les quartiers anciens, furent tour à tour menacés :
- la vieille-ville médiévale qui fut sauvée en partie grâce à la mobilisation de l'association "Renaissance de la ville-vieille", et aussi par l'antériorité de ses monuments historiques datant de la première liste établie par Mérimée en 1840.
- la ville-neuve, établie à la Renaissance et largement pourvue en patrimoine du XVIIIe. Moins prestigieux en monuments le quartier Saint-Sébastien fut entièrement rasé sauf son église classée. Il en surgit ainsi de hautes tours et un vaste centre commercial, qui reste toujours l'un des plus grands de France.
- Le quartier gare, quartier en partie sur la ville historique et largement construit au XIXe jusqu'à certains fleurons de l'Art Nouveau nancéien devait être intégralement détruit : chambre de commerce et d'industrie, hôtel d’Angleterre et la célèbre brasserie Excelsior, l'hôtel Thiers[24]

Finalement seul l'îlot Thiers sera détruit et remplacé en 1975 par un imposant complexe d'une centaine de mètres de hauteur et défigurant durablement le quartier.

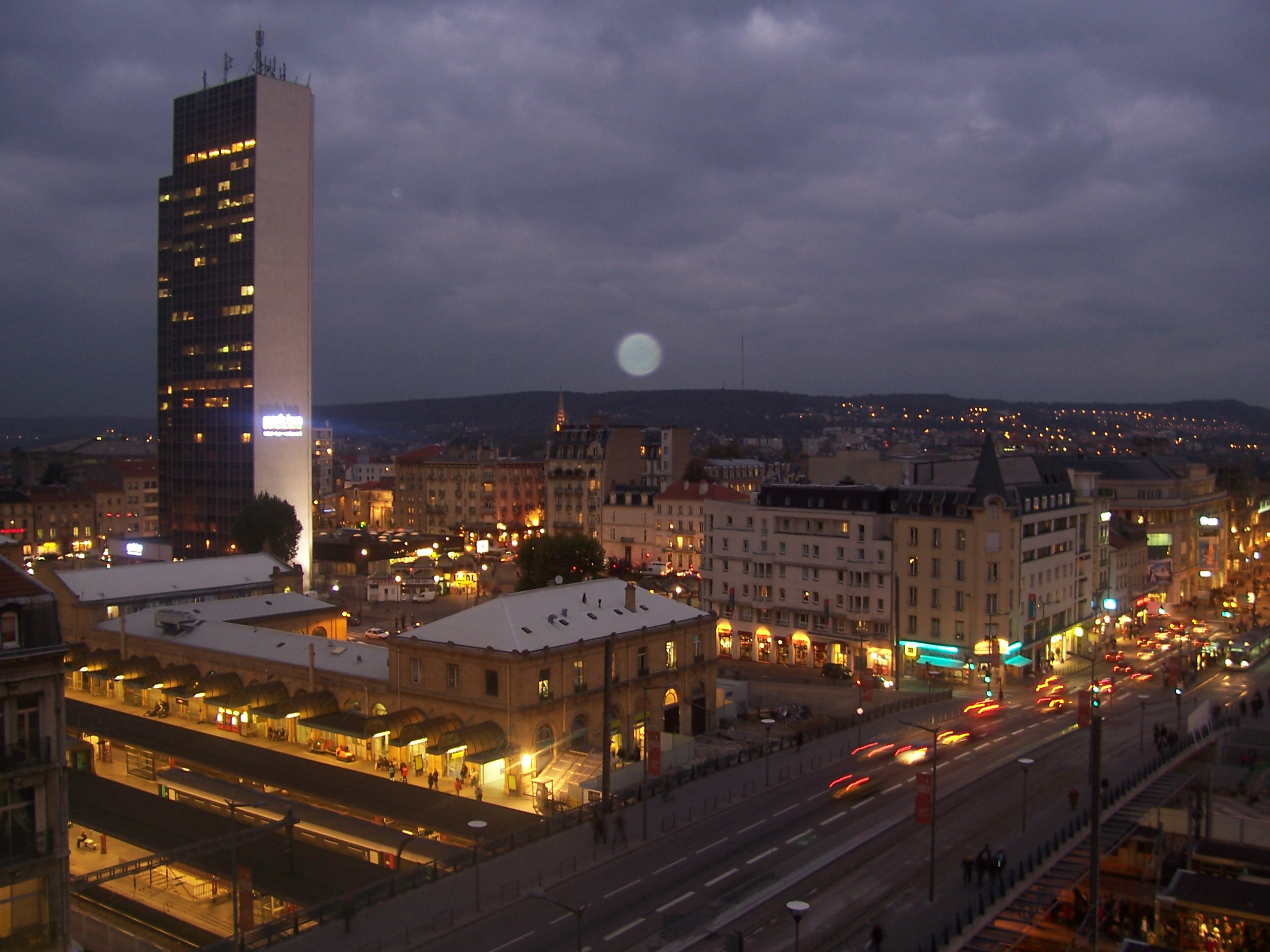
Tour Thiers (de nuit)

### Secteur sauvegardé et protections
Un ambitieux secteur sauvegardé, le plus vaste de France, fut créé en 1976.
En parallèle, à la suite de plusieurs destructions médiatisées d'immeubles et de villa de style École de Nancy, telle la Villa Fournier-Defaut, des dizaines d'édifices Art Nouveau furent inscrits au titre des monuments historiques durant deux décennies.

## Les extensions du périmètre communal
L’enceinte médiévale de la ville a connu au moins sept extensions entre l'an 1000 et 1780, l'adjonction d'une ville neuve quatre fois plus grande à la Renaissance, l'apparition de nombreux faubourgs dès le XVIIIe siècle... qui ont fait passer l’espace intra-muros d'un hectare à 150 hectares sur une période de 800 ans.

## Les quartiers de Nancy
Contrairement à la plupart des villes médiévales, Nancy ne s’est donc pas développée de manière circulaire autour d’un hyper-centre, mais par la construction de pans de ville entiers. C'est pourquoi elle se présente plutôt comme une mosaïque de quartiers, avec chacun une physionomie et un dynamisme propre.
| Les 11 quartiers de Nancy                             |                                                    |
| Ville Vieille - Léopold                               | Le plus ancien                                     |
| Charles III - Centre Ville                            | délimité par les portes de la ville                |
| Stanislas - Meurthe                                   | canal et industrialisation, quartier administratif |
| Poincaré - Foch - Anatole France - Croix de Bourgogne | gare et quartier d'affaires                        |
| Saint-Pierre - René II - Marcel Brot                  |                                                    |
| Trois Maisons - Saint-Fiacre - Crosne - Vayringe      |                                                    |
| Haussonville - Blandan - Donop                        |                                                    |
| Beauregard - Boufflers - Buthegnémont                 |                                                    |
| Boudonville - Scarpone - Libération                   |                                                    |
| Saurupt                                               |                                                    |
| Haut-du-Lièvre                                        |                                                    |